# Kanada a 2008. évi nyári olimpiai játékokon
Kanada a kínai Pekingben megrendezett 2008. évi nyári olimpiai játékok egyik részt vevő nemzete volt. Az országot az olimpián 30 sportágban 332 sportoló képviselte, akik összesen 19 érmet szereztek.

## Érmesek
| Érem  | Versenyző | Sportág    | Versenyszám                                |
| ----- | --- | ---------- | ------------------------------------------ |
| Arany | Carol Huynh | Birkózás   | Női szabadfogás, 48 kg                     |
| Arany | Kevin Light Ben Rutledge Andrew Byrnes Jake Wetzel Malcolm Howard Dominic Seiterle Adam Kreek Kyle Hamilton Brian Price | Evezés     | Férfi nyolcas                              |
| Arany | Eric Lamaze | Lovaglás   | Díjugratás, egyéni                         |
| Ezüst | David Calder Scott Frandsen                                                                                             | Evezés     | Férfi kormányos nélküli kettes             |
| Ezüst | Adam Van Koeverden | Kajak-kenu | Férfi kajak egyes 500 m                    |
| Ezüst | Jill Henselwood Eric Lamaze Ian Millar Mac Cone                                                                         | Lovaglás   | Díjugratás, csapat                         |
| Ezüst | Alexandre Despatie | Műugrás    | Férfi egyéni műugrás                       |
| Ezüst | Émilie Heymans | Műugrás    | Női egyéni toronyugrás                     |
| Ezüst | Karine Sergerie | Taekwondo  | Női váltósúly                              |
| Ezüst | Jason Burnett | Torna      | Férfi trambulin                            |
| Ezüst | Karen Cockburn | Torna      | Női trambulin                              |
| Ezüst | Simon Whitfield | Triatlon   | Férfi                                      |
| Bronz | Dylan Armstrong | Atlétika   | Férfi súlylökés                            |
| Bronz | Priscilla Lopes-Schliep                                                                                                 | Atlétika   | Női 100 m gát                              |
| Bronz | Tonya Verbeek | Birkózás   | Női szabadfogás, 55 kg                     |
| Bronz | Iain Brambell Jon Beare Mike Lewis Daniel Parsons                                                                       | Evezés     | Férfi könnyűsúlyú kormányos nélküli négyes |
| Bronz | Melanie Kok Tracy Cameron                                                                                               | Evezés     | Női könnyűsúlyú kétpárevezős               |
| Bronz | Thomas Hall | Kajak-kenu | Férfi kenu egyes 1000 m                    |
| Bronz | Ryan Cochrane | Úszás      | Férfi 1500 m gyors                         |

## Asztalitenisz

### Férfi
| Versenyző            | Versenyszám | Selejtező                                                         | 64-es főtábla                                              | 48-as főtábla     | 32-es főtábla     | Nyolcaddöntő      | Negyeddöntő       | Elődöntő          | Döntő             | Helyezés |
| Versenyző            | Versenyszám | Ellenfél Eredmény                                                 | Ellenfél Eredmény                                          | Ellenfél Eredmény | Ellenfél Eredmény | Ellenfél Eredmény | Ellenfél Eredmény | Ellenfél Eredmény | Ellenfél Eredmény | Helyezés |
| -------------------- | ----------- | ----------------------------------------------------------------- | ---------------------------------------------------------- | ----------------- | ----------------- | ----------------- | ----------------- | ----------------- | ----------------- | -------- |
| Pradeeban Peter-Paul | Egyes       | Gustavo Tsuboi (BRA) · 7-11, 6-11, 12-10, 7-11, 11-7, 11-9, 10-12 | kiesett                                                    | kiesett           | kiesett           | kiesett           | kiesett           | kiesett           | kiesett           | 65.      |
| Wilson Zhang         | Egyes       | Dexter St. Louis (TRI) · 11-6, 11-7, 12-10, 11-4                  | Kisikava Szeija (JPN) · 9-11, 11-9, 6-11, 11-8, 5-11, 9-11 | kiesett           | kiesett           | kiesett           | kiesett           | kiesett           | kiesett           | 49.      |

#### Csapat
- Pradeeban Peter-Paul
- Qiang Shen
- Wilson Zhang

B csoport
| Csapat       | JM | GY | V | GyJ | VJ | PT |
| ------------ | -- | -- | - | --- | -- | -- |
| Németország  | 3  | 3  | 0 | 27  | 14 | 6  |
| Horvátország | 3  | 2  | 1 | 24  | 15 | 4  |
| Szingapúr    | 3  | 1  | 2 | 19  | 23 | 2  |
| Kanada       | 3  | 0  | 3 | 9   | 27 | 0  |

| Szingapúr (SIN) | 3 – 0 | Kanada |

| Németország (GER) | 3 – 0 | Kanada |

| Horvátország (CRO) | 3 – 0 | Kanada |

| Csapat | Helyezés |
| ------ | -------- |
| Kanada | 9.       |

### Női
| Versenyző | Versenyszám | Selejtező                                           | 64-es főtábla                                        | 48-as főtábla     | 32-es főtábla     | Nyolcaddöntő      | Negyeddöntő       | Elődöntő          | Döntő             | Helyezés |
| Versenyző | Versenyszám | Ellenfél Eredmény                                   | Ellenfél Eredmény                                    | Ellenfél Eredmény | Ellenfél Eredmény | Ellenfél Eredmény | Ellenfél Eredmény | Ellenfél Eredmény | Ellenfél Eredmény | Helyezés |
| --------- | ----------- | --------------------------------------------------- | ---------------------------------------------------- | ----------------- | ----------------- | ----------------- | ----------------- | ----------------- | ----------------- | -------- |
| Judy Long | Egyes       | Fabiola Ramos (VEN) · 11-5, 14-16, 8-11, 7-11, 9-11 | kiesett                                              | kiesett           | kiesett           | kiesett           | kiesett           | kiesett           | kiesett           | 64.      |
| Mo Zhang  | Egyes       | Paula Medina (COL) · 11-5, 11-5, 12-10, 11-8        | Taccjana Kasztramina (BLR) · 2-11, 7-11, 10-12, 1-11 | kiesett           | kiesett           | kiesett           | kiesett           | kiesett           | kiesett           | 49.      |

## Atlétika
Férfi
| Versenyző                                               | Versenyszám     | Előfutam      | Előfutam      | Előfutam      | Negyeddöntő | Negyeddöntő | Negyeddöntő | Elődöntő | Elődöntő | Elődöntő | Döntő    | Döntő    |
| Versenyző                                               | Versenyszám     | Idő           | Hely.         | Össz.         | Idő         | Hely.       | Össz.       | Idő      | Hely.    | Össz.    | Idő      | Helyezés |
| ------------------------------------------------------- | --------------- | ------------- | ------------- | ------------- | ----------- | ----------- | ----------- | -------- | -------- | -------- | -------- | -------- |
| Pierre Browne                                           | 100 m           | 10,22         | 2.            | 7.**          | 10,36       | 6.          | 34.*        | kiesett  | kiesett  | kiesett  | kiesett  | kiesett  |
| Anson Henry                                             | 100 m           | 10,37         | 4.            | 31.*          | 10,33       | 7.          | 30.**       | kiesett  | kiesett  | kiesett  | kiesett  | kiesett  |
| Brian Barnett                                           | 200 m           | nem ért célba | nem ért célba | nem ért célba | kiesett     | kiesett     | kiesett     | kiesett  | kiesett  | kiesett  | kiesett  | kiesett  |
| Jared Connaughton                                       | 200 m           | 20,60         | 3.            | 13.           | 20,45       | 5.          | 14.*        | 20,58    | 7.       | 14.      | kiesett  | kiesett  |
| Tyler Christopher                                       | 400 m           | 45,67         | 5.            | 28.           |             |             |             | kiesett  | kiesett  | kiesett  | kiesett  | kiesett  |
| Gary Reed                                               | 800 m           | 1:46,02       | 3.            | 12.           |             |             |             | 1:45,85  | 2.       | 6.       | 1:44,94  | 4.       |
| Achraf Tadili                                           | 800 m           | 1:48,87       | 6.            | 47.           |             |             |             | kiesett  | kiesett  | kiesett  | kiesett  | kiesett  |
| Nate Brannen                                            | 1500 m          | 3:41,45       | 2.            | 27.           |             |             |             | 3:39,10  | 9.       | 15.      | kiesett  | kiesett  |
| Taylor Milne                                            | 1500 m          | 3:41,56       | 9.            | 28.*          |             |             |             | kiesett  | kiesett  | kiesett  | kiesett  | kiesett  |
| Kevin Sullivan                                          | 1500 m          | 3:36,05       | 4.            | 6.*           |             |             |             | 3:40,30  | 8.       | 18.      | kiesett  | kiesett  |
| Kevin Sullivan                                          | 5000 m          | 14:09,16      | 11.           | 34.           |             |             |             |          |          |          | kiesett  | kiesett  |
| Eric Gillis                                             | 10 000 m        |               |               |               |             |             |             |          |          |          | 29:08,10 | 33.      |
| Tim Berrett                                             | 50 km gyaloglás |               |               |               |             |             |             |          |          |          | 4:08:18  | 38.      |
| Hank Palmer Anson Henry Jared Connaughton Pierre Browne | 4 × 100 m váltó | 38,77         | 2.            | 4.            |             |             |             |          |          |          | 38,66    | 6.       |

| Versenyző       | Versenyszám   | Selejtező | Selejtező | Döntő    | Döntő    |
| Versenyző       | Versenyszám   | Eredmény  | Helyezés  | Eredmény | Helyezés |
| --------------- | ------------- | --------- | --------- | -------- | -------- |
| Dylan Armstrong | Súlylökés     | 20,43 m   | 5.        | 21,04    |          |
| Mike Mason      | Magasugrás    | 225 cm    | 19.***    | kiesett  | kiesett  |
| Scott Russell   | Gerelyhajítás | 80,42 m   | 6.        | 80,90    | 10.      |
| James Steacy    | Kalapácsvetés | 76,32 m   | 11.       | 75,72    | 12.      |

| Versenyző         | Versenyszám | 100 m | 100 m | Távolugrás | Távolugrás | Súlylökés | Súlylökés | Magasugrás | Magasugrás | 400 m | 400 m | 110 m gát | 110 m gát | Diszkoszvetés | Diszkoszvetés | Rúdugrás | Rúdugrás | Gerelyhajítás | Gerelyhajítás | 1500 m  | 1500 m | Végeredmény | Végeredmény |
| Versenyző         | Versenyszám | Idő   | Pont  | Eredmény   | Pont       | Eredmény  | Pont      | Eredmény   | Pont       | Idő   | Pont  | Idő       | Pont      | Eredmény      | Pont          | Eredmény | Pont     | Eredmény      | Pont          | Idő     | Pont   | Pont        | Helyezés    |
| ----------------- | ----------- | ----- | ----- | ---------- | ---------- | --------- | --------- | ---------- | ---------- | ----- | ----- | --------- | --------- | ------------- | ------------- | -------- | -------- | ------------- | ------------- | ------- | ------ | ----------- | ----------- |
| Massimo Bertocchi | Tízpróba    | 11,00 | 861   | 705 cm     | 826        | 14,10 m   | 734       | 190 cm     | 714        | 48,72 | 875   | 14,32     | 934       | 44,91 m       | 765           | 470 cm   | 819      | 45,33 m       | 520           | 4:42,26 | 666    | 7714        | 19.         |

Női
| Versenyző               | Versenyszám | Előfutam | Előfutam | Előfutam | Negyeddöntő | Negyeddöntő | Negyeddöntő | Elődöntő | Elődöntő | Elődöntő | Döntő    | Döntő    |
| Versenyző               | Versenyszám | Idő      | Hely.    | Össz.    | Idő         | Hely.       | Össz.       | Idő      | Hely.    | Össz.    | Idő      | Helyezés |
| ----------------------- | ----------- | -------- | -------- | -------- | ----------- | ----------- | ----------- | -------- | -------- | -------- | -------- | -------- |
| Adrienne Power          | 200 m       | 23,40    | 5.       | 26.      | 23,51       | 6.          | 27.         | kiesett  | kiesett  | kiesett  | kiesett  | kiesett  |
| Carline Muir            | 400 m       | 51,55    | 3.       | 17.      |             |             |             | 52,37    | 7.       | 20.      | kiesett  | kiesett  |
| Megan Metcalfe          | 5000 m      | 15:11,23 | 8.       | 12.      |             |             |             |          |          |          | 17:06,82 | 15.      |
| Priscilla Lopes-Schliep | 100 m gát   | 12,75    | 2.       | 7.       |             |             |             | 12,68    | 3.       | 5.       | 12,64    |          |
| Angela Whyte            | 100 m gát   | 13,11    | 5.       | 23.      |             |             |             | kiesett  | kiesett  | kiesett  | kiesett  | kiesett  |

| Versenyző        | Versenyszám   | Selejtező | Selejtező | Döntő    | Döntő    |
| Versenyző        | Versenyszám   | Eredmény  | Helyezés  | Eredmény | Helyezés |
| ---------------- | ------------- | --------- | --------- | -------- | -------- |
| Nicole Forrester | Magasugrás    | 189 cm    | 19.***    | kiesett  | kiesett  |
| Kelsie Hendry    | Rúdugrás      | 430 cm    | 18.       | kiesett  | kiesett  |
| Ruky Abdulai     | Távolugrás    | 641 cm    | 25.       | kiesett  | kiesett  |
| Tabia Charles    | Távolugrás    | 661 cm    | 8.        | 647 cm   | 10.      |
| Sultana Frizell  | Kalapácsvetés | 65,44 m   | 33.       | kiesett  | kiesett  |

| Versenyző       | Versenyszám | 100 m gát | 100 m gát | Magasugrás | Magasugrás | Súlylökés | Súlylökés | 200 m | 200 m | Távolugrás | Távolugrás | Gerelyhajítás | Gerelyhajítás | 800 m   | 800 m | Végeredmény | Végeredmény |
| Versenyző       | Versenyszám | Idő       | Pont      | Eredmény   | Pont       | Eredmény  | Pont      | Idő   | Pont  | Eredmény   | Pont       | Eredmény      | Pont          | Idő     | Pont  | Pont        | Helyezés    |
| --------------- | ----------- | --------- | --------- | ---------- | ---------- | --------- | --------- | ----- | ----- | ---------- | ---------- | ------------- | ------------- | ------- | ----- | ----------- | ----------- |
| Jessica Zelinka | Hétpróba    | 12,97     | 1129      | 177 cm     | 941        | 13,79 m   | 780       | 23,64 | 1016  | 612 cm     | 887        | 43,91 m       | 742           | 2:07,95 | 995   | 6490        | 5.          |

* - egy másik versenyzővel azonos időt ért el

** - két másik versenyzővel azonos időt ért el

*** - egy másik versenyzővel azonos eredményt ért el

## Baseball
| #          | Poz.    | Név               | Születési idő                    | Klub                   |
| ---------- | ------- | ----------------- | -------------------------------- | ---------------------- |
| 24         | P       | James Avery       | 1984. június 10. (24 évesen)     | Chattanooga Lookouts   |
| 35         | P       | Chris Begg        | 1979. szeptember 12. (28 évesen) | San Jose Giants        |
| 22         | P       | T. J. Burton      | 1983. július 30. (25 évesen)     | Akron Aeros            |
| 37         | P       | Rheal Cormier     | 1967. április 23. (41 évesen)    | Moncton Mets           |
| 23         | P       | David Davidson    | 1984. április 23. (24 évesen)    | Altoona Curve          |
| 31         | P       | Steve Green       | 1978. január 26. (30 évesen)     | Lehigh Valley IronPigs |
| 25         | P       | Mike Johnson      | 1975. október 3. (32 évesen)     | La New Bears           |
| 32         | P       | Brooks McNiven    | 1981. június 19. (27 évesen)     | Connecticut Defenders  |
| 34         | P       | Chris Reitsma     | 1977. december 31. (30 évesen)   |                        |
| 42         | P       | R.J. Swindle      | 1983. július 7. (25 évesen)      | Lehigh Valley IronPigs |
| 28         | C       | David Corrente    | 1983. október 13. (24 évesen)    | Dunedin Blue Jays      |
| 30         | C       | Chris Robinson    | 1984. május 12. (24 évesen)      | Tennessee Smokies      |
| 17         | C/IF    | Emerson Frostad   | 1983. január 13. (25 évesen)     | Frisco RoughRiders     |
| 14         | C/IF/OF | Brett Lawrie      | 1990. január 18. (18 évesen)     | Langley Blaze          |
| 11         | IF      | Stubby Clapp      | 1973. február 24. (35 évesen)    | Lexington Legends      |
| 15         | IF      | Emmanuel Garcia   | 1986. március 4. (22 évesen)     | Binghamton Mets        |
| 9          | IF      | Matt Rogelstad    | 1982. szeptember 13. (25 évesen) | Harrisburg Senators    |
| 40         | IF      | Scott Thorman     | 1982. január 6. (26 évesen)      | Richmond Braves        |
| 29         | IF/OF   | Jimmy Van Ostrand | 1984. augusztus 7. (24 évesen)   | Salem Avalanche        |
| 19         | OF      | Ryan Radmanovich  | 1971. augusztus 9. (37 évesen)   | Somerset Patriots      |
| 20         | OF      | Michael Saunders  | 1986. november 19. (21 évesen)   | Tacoma Rainiers        |
| 7          | OF      | Adam Stern        | 1980. február 12. (28 évesen)    | Norfolk Tides          |
| 33         | OF      | Nick Weglarz      | 1981. március 11. (27 évesen)    | Kinston Indians        |
| Vezetőedző |         |                   |                                  |                        |
| 21         |         | Terry Puhl        | 1956. július 8. (52 évesen)      |                        |

- Kor: 2008. augusztus 9-i kora

### Eredmények
Csoportkör
| Csapat           | M | Gy | V | P+ | P– | Pk  |
| ---------------- | - | -- | - | -- | -- | --- |
| Dél-Korea        | 7 | 7  | 0 | 41 | 22 | +19 |
| Kuba             | 7 | 6  | 1 | 52 | 23 | +29 |
| Egyesült Államok | 7 | 5  | 2 | 40 | 22 | +18 |
| Japán            | 7 | 4  | 3 | 30 | 14 | +16 |
| Tajvan           | 7 | 2  | 5 | 29 | 33 | –4  |
| Kanada           | 7 | 2  | 5 | 29 | 20 | +9  |
| Hollandia        | 7 | 1  | 6 | 9  | 50 | –41 |
| Kína             | 7 | 1  | 6 | 14 | 60 | –46 |

| 2008. augusztus 13. 11:30 |  | Kína (CHN) | 0–10 | Kanada |  |  |
| 2008. augusztus 13. 11:30 |  |            |      |        |  |  |

| 2008. augusztus 14. 19:30 |  | Kuba (CUB) | 7–6 | Kanada |  |  |
| 2008. augusztus 14. 19:30 |  |            |     |        |  |  |

| 2008. augusztus 15. 18:00 |  | Kanada (CAN) | 0–1 | Dél-Korea |  |  |
| 2008. augusztus 15. 18:00 |  |              |     |           |  |  |

| 2008. augusztus 16. 10:30 |  | Egyesült Államok (USA) | 5–4 | Kanada |  |  |
| 2008. augusztus 16. 10:30 |  |                        |     |        |  |  |

| 2008. augusztus 18. 10:30 |  | Kanada (CAN) | 0–1 | Japán |  |  |
| 2008. augusztus 18. 10:30 |  |              |     |       |  |  |

| 2008. augusztus 19. 10:30 |  | Hollandia (NED) | 0–4 | Kanada |  |  |
| 2008. augusztus 19. 10:30 |  |                 |     |        |  |  |

| 2008. augusztus 20. 18:00 |  | Kanada (CAN) | 5–6 | Tajvan |  |  |
| 2008. augusztus 20. 18:00 |  |              |     |        |  |  |

| Csapat | Helyezés |
| ------ | -------- |
| Kanada | 6.       |

## Birkózás

### Férfi
Kötöttfogású
| Versenyző | Versenyszám | Selejtező         | Nyolcaddöntő                        | Negyeddöntő       | Elődöntő          | Vigaszág első kör | Vigaszág elődöntő | Bronz- mérkőzés   | Döntő             | Helyezés |
| Versenyző | Versenyszám | Ellenfél Eredmény | Ellenfél Eredmény                   | Ellenfél Eredmény | Ellenfél Eredmény | Ellenfél Eredmény | Ellenfél Eredmény | Ellenfél Eredmény | Ellenfél Eredmény | Helyezés |
| --------- | ----------- | ----------------- | ----------------------------------- | ----------------- | ----------------- | ----------------- | ----------------- | ----------------- | ----------------- | -------- |
| Ari Taub  | 120 kg      |                   | Deák Bárdos Mihály (HUN) · 1-2, 1-4 | kiesett           | kiesett           |                   |                   |                   |                   | 16.      |

Szabadfogású
| Versenyző         | Versenyszám | Selejtező                        | Nyolcaddöntő                               | Negyeddöntő                       | Elődöntő          | Vigaszág első kör | Vigaszág elődöntő | Bronz- mérkőzés   | Döntő             | Helyezés |
| Versenyző         | Versenyszám | Ellenfél Eredmény                | Ellenfél Eredmény                          | Ellenfél Eredmény                 | Ellenfél Eredmény | Ellenfél Eredmény | Ellenfél Eredmény | Ellenfél Eredmény | Ellenfél Eredmény | Helyezés |
| ----------------- | ----------- | -------------------------------- | ------------------------------------------ | --------------------------------- | ----------------- | ----------------- | ----------------- | ----------------- | ----------------- | -------- |
| Saeed Azarbayjani | 60 kg       |                                  | Martin Berberjan (ARM) · 1-0, 3-0          | Szejed Mohammadi (IRI) · 0-1, 0-1 | kiesett           |                   |                   |                   |                   | 10.      |
| Haislan Veranes   | 66 kg       |                                  | Mehdi Tagavi (IRI) · 1-0, 1-1, 0-2         | kiesett                           | kiesett           |                   |                   |                   |                   | 16.      |
| Matt Gentry       | 74 kg       |                                  | Emzáriosz Betinídisz (GRE) · 1-0, 0-2, 0-2 | kiesett                           | kiesett           |                   |                   |                   |                   | 18.      |
| Travis Cross      | 84 kg       |                                  | Serhat Balcı (TUR) · 1-1, 1-1              | kiesett                           | kiesett           |                   |                   |                   |                   | 15.      |
| David Zilberman   | 96 kg       | Kurban Kurbanov (UZB) · 1-3, 0-1 | kiesett                                    | kiesett                           | kiesett           |                   |                   |                   |                   | 14.      |

### Női
Szabadfogású
| Versenyző         | Versenyszám | Selejtező         | Nyolcaddöntő                             | Negyeddöntő                        | Elődöntő                           | Vigaszág első kör | Vigaszág elődöntő                 | Bronz- mérkőzés                             | Döntő                         | Helyezés |
| Versenyző         | Versenyszám | Ellenfél Eredmény | Ellenfél Eredmény                        | Ellenfél Eredmény                  | Ellenfél Eredmény                  | Ellenfél Eredmény | Ellenfél Eredmény                 | Ellenfél Eredmény                           | Ellenfél Eredmény             | Helyezés |
| ----------------- | ----------- | ----------------- | ---------------------------------------- | ---------------------------------- | ---------------------------------- | ----------------- | --------------------------------- | ------------------------------------------- | ----------------------------- | -------- |
| Carol Huynh       | 48 kg       |                   | Mariya Stadnik (AZE) · 4-3, 2-0          | Kim Hjongdzsu (KOR) · 1-0, 1-0     | Tatyjana Bakatyuk (KAZ) · 1-0, 4-0 |                   |                                   |                                             | Icsó Csiharu (JPN) · 4-0, 2-1 |          |
| Tonya Verbeek     | 55 kg       |                   | Najdangín Otgondzsargal (MGL) · 3-0, 4-0 | Ludmila Cristea (MDA) · 3-1, 3-0   | Josida Szaori (JPN) · 0-2, 0-6     |                   |                                   | Ida-Theres Karlsson-Nerell (SWE) · 1-0, 1-0 |                               |          |
| Martine Dugrenier | 63 kg       |                   | Sastin Marianna (HUN) · 2-0, 6-0         | Hszü Haj-jen (CHN) · 2-1, 1-3, 1-0 | Icsó Kaori (JPN) · 0-1, 1-0, 1-1   |                   |                                   | Randi Miller (USA) · 0-1, 2-1, 1-1          |                               | 5.       |
| Ohenewa Akuffo    | 72 kg       |                   | Sztanka Zlateva (BUL) · 0-2, 0-5         |                                    |                                    |                   | Maider Unda (ESP) · 2-5, 1-1, 0-1 | kiesett                                     |                               | 10.      |

## Cselgáncs
Férfi
| Versenyző        | Versenyszám  | Selejtező         | 32-es főtábla                    | Nyolcaddöntő                        | Negyeddöntő       | Elődöntő          | Vigaszág első kör                        | Vigaszág negyeddöntő            | Vigaszág elődöntő                | Bronz- mérkőzés   | Döntő             | Helyezés |
| Versenyző        | Versenyszám  | Ellenfél Eredmény | Ellenfél Eredmény                | Ellenfél Eredmény                   | Ellenfél Eredmény | Ellenfél Eredmény | Ellenfél Eredmény                        | Ellenfél Eredmény               | Ellenfél Eredmény                | Ellenfél Eredmény | Ellenfél Eredmény | Helyezés |
| ---------------- | ------------ | ----------------- | -------------------------------- | ----------------------------------- | ----------------- | ----------------- | ---------------------------------------- | ------------------------------- | -------------------------------- | ----------------- | ----------------- | -------- |
| Frazer Will      | Légsúly      |                   | Ruben Houkes (NED) · 0001-0011   |                                     |                   |                   | Lavréndisz Alexanídisz (GRE) · 1001-0010 | Javier Guédez (VEN) · 1000-0000 | Rishod Sobirov (UZB) · 0000-0011 | kiesett           |                   | 7.       |
| Sasha Mehmedovic | Harmatsúly   |                   | Roberto Ibáñez (ECU) · 0011-0001 | Benjamin Darbelet (FRA) · 0000-0001 |                   |                   | Rasíd Rgúg (MAR) · 0201-0000             | Alim Gadanov (RUS) · 0000-1000  | kiesett                          | kiesett           |                   | 9.       |
| Nicholas Tritton | Könnyűsúly   |                   | João Pina (POR) · 0000-0010      | kiesett                             | kiesett           | kiesett           |                                          |                                 |                                  |                   |                   | 21.      |
| Keith Morgan     | Félnehézsúly |                   | Teófilo Diek (DOM) · 1001-0000   | Daniel Brata (ROU) · 0000-1000      | kiesett           | kiesett           |                                          |                                 |                                  |                   |                   | 17.      |

Női
| Versenyző         | Versenyszám  | Selejtező         | Nyolcaddöntő                      | Negyeddöntő                     | Elődöntő          | Vigaszág első kör | Vigaszág negyeddöntő                       | Vigaszág elődöntő | Bronz- mérkőzés   | Döntő             | Helyezés |
| Versenyző         | Versenyszám  | Ellenfél Eredmény | Ellenfél Eredmény                 | Ellenfél Eredmény               | Ellenfél Eredmény | Ellenfél Eredmény | Ellenfél Eredmény                          | Ellenfél Eredmény | Ellenfél Eredmény | Ellenfél Eredmény | Helyezés |
| ----------------- | ------------ | ----------------- | --------------------------------- | ------------------------------- | ----------------- | ----------------- | ------------------------------------------ | ----------------- | ----------------- | ----------------- | -------- |
| Marylise Lévesque | Félnehézsúly |                   | Stephanie Grant (AUS) · 1000-0000 | Jang Hsziu-li (CHN) · 0000-1000 |                   |                   | Pürevdzsargalín Lhamdegd (MGL) · 0101-0110 | kiesett           | kiesett           |                   | 9.       |

## Evezés
Férfi
| Versenyző | Versenyszám                          | Előfutam | Előfutam | Vigaszág | Vigaszág | Elődöntő | Elődöntő | Elődöntő | Döntő | Döntő   | Döntő | Helyezés |
| Versenyző | Versenyszám                          | Idő      | Hely.    | Idő      | Hely.    | Típus    | Idő      | Hely.    | Típus | Idő     | Hely. | Helyezés |
| --- | ------------------------------------ | -------- | -------- | -------- | -------- | -------- | -------- | -------- | ----- | ------- | ----- | -------- |
| David Calder Scott Frandsen | Kormányos nélküli kettes             | 6:54,88  | 3.       |          |          | A/B      | 6:34,02  | 1.       | A     | 6:39,55 | 2.    |          |
| Kevin Light Ben Rutledge Andrew Byrnes Jake Wetzel Malcolm Howard Dominic Seiterle Adam Kreek Kyle Hamilton Brian Price (kormányos) | Nyolcas                              | 5:27,69  | 1.       |          |          |          |          |          | A     | 5:23,89 | 1.    |          |
| John Sasi Cam Sylvester Doug Vandor                                                                                                 | Könnyűsúlyú kétpárevezős             | 6:17,58  | 2.       |          |          | A/B      | 6:49,28  | 6.       | B     | 6:40,80 | 6.    | 12.      |
| Iain Brambell Jon Beare Mike Lewis Daniel Parsons                                                                                   | Könnyűsúlyú kormányos nélküli négyes | 5:52,13  | 2.       |          |          | A/B      | 6:07,86  | 2.       | A     | 5:50,09 | 3.    |          |

Női
| Versenyző | Versenyszám              | Előfutam      | Előfutam      | Vigaszág | Vigaszág | Elődöntő | Elődöntő | Elődöntő | Döntő | Döntő   | Döntő | Helyezés |
| Versenyző | Versenyszám              | Idő           | Hely.         | Idő      | Hely.    | Típus    | Idő      | Hely.    | Típus | Idő     | Hely. | Helyezés |
| --- | ------------------------ | ------------- | ------------- | -------- | -------- | -------- | -------- | -------- | ----- | ------- | ----- | -------- |
| Rachelle Viinberg Anna-Marie de Zwager Janine Hanson Krista Guloien                                                                                                   | Négypárevezős            | 6:23,27       | 3.            | 6:46,60  | 5.       |          |          |          | B     | 6:28,78 | 2.    | 8.       |
| Zoë Hoskins Sabrina Kolker | Kormányos nélküli kettes | nem ért célba | nem ért célba | 7:40,22  | 4.       |          |          |          | B     | 7:37,27 | 3.    | 9.       |
| Heather Mandoli Andréanne Morin Sarah Bonikowsky Ashley Brzozowicz Romina Stefancic Buffy Alexander-Williams Darcy Marquardt Jane Rumball Lesley Thompson (kormányos) | Nyolcas                  | 6:12,68       | 3.            | 6:10,50  | 1.       |          |          |          | A     | 6:08,04 | 4.    | 4.       |
| Melanie Kok Tracy Cameron | Könnyűsúlyú kétpárevezős | 6:54,07       | 2.            |          |          | A/B      | 7:10,70  | 1.       | A     | 6:56,68 | 3.    |          |

## Gyeplabda

### Férfi
| #               | Név              |         |         |         |         |         |         |         |
| Kapusok         | Kapusok          | Kapusok | Kapusok | Kapusok | Kapusok | Kapusok | Kapusok | Kapusok |
| --------------- | ---------------- | ------- | ------- | ------- | ------- | ------- | ------- | ------- |
| 2               | Mike Mahood      |         |         |         |         |         |         |         |
| Mezőnyjátékosok |                  |         |         |         |         |         |         |         |
| 3               | Anthony Wright   |         |         |         |         |         |         |         |
| 4               | Scott Tupper     |         |         |         |         |         |         |         |
| 6               | Marian Schole    |         |         |         |         |         |         |         |
| 9               | Ken Pereira      |         |         |         |         |         |         |         |
| 10              | Wayne Fernandes  |         |         |         |         |         |         |         |
| 11              | Peter Short      |         |         |         |         |         |         |         |
| 13              | Rob Short (CSK)  |         |         |         |         |         |         |         |
| 16              | Scott Sandison   |         |         |         |         |         |         |         |
| 17              | Connor Grimes    |         |         |         |         |         |         |         |
| 18              | Paul Wettlaufer  |         |         |         |         |         |         |         |
| 19              | Mark Pearson     |         |         |         |         |         |         |         |
| 20              | Ranjeev Deol     |         |         |         |         |         |         |         |
| 21              | Ravinder Kahlon  |         |         |         |         |         |         |         |
| 23              | Bindi Kullar     |         |         |         |         |         |         |         |
| 24              | Sukhwinder Singh |         |         |         |         |         |         |         |
| Tartalékok      |                  |         |         |         |         |         |         |         |
| 8               | Philip Wright    |         |         |         |         |         |         |         |
| 30              | David Carter (K) |         |         |         |         |         |         |         |
| Vezetőedző      |                  |         |         |         |         |         |         |         |
|                 | Louis Mendonca   |         |         |         |         |         |         |         |

#### Eredmények
Csoportkör
B csoport
| Csapat                        | M | Gy | D | V | G+ | G– | Gk  | P  |
| ----------------------------- | - | -- | - | - | -- | -- | --- | -- |
| Hollandia (NED)               | 5 | 4  | 1 | 0 | 16 | 6  | +10 | 13 |
| Ausztrália (AUS)              | 5 | 3  | 2 | 0 | 24 | 7  | +17 | 11 |
| Nagy-Britannia (GBR)          | 5 | 2  | 2 | 1 | 10 | 7  | +3  | 8  |
| Pakisztán (PAK)               | 5 | 2  | 0 | 3 | 11 | 13 | –2  | 6  |
| Kanada (CAN)                  | 5 | 1  | 1 | 3 | 10 | 17 | –7  | 4  |
| Dél-afrikai Köztársaság (RSA) | 5 | 0  | 0 | 5 | 4  | 25 | –21 | 0  |

| 2008. augusztus 11. 18:30 | Ausztrália (AUS)                                                  | 6–1               | Kanada (CAN) | Játékvezetők: Christian Blasch (GER), Chen Dekang (CHN) |
| 2008. augusztus 11. 18:30 | Abbott 15', 16', 54' · Kavanagh 22' · Ockenden 48' · Schubert 57' | (3–0) Jegyzőkönyv | P. Short 38' | Játékvezetők: Christian Blasch (GER), Chen Dekang (CHN) |
| 2008. augusztus 11. 18:30 | Hammond 69'                                                       | Büntetések        |              | Játékvezetők: Christian Blasch (GER), Chen Dekang (CHN) |

| 2008. augusztus 13. 18:00 | Kanada (CAN)         | 1–3               | Pakisztán (PAK)                    | Játékvezetők: Kim Hong-Lae (KOR), David Leiper (GBR) |
| 2008. augusztus 13. 18:00 | Kullar 35'           | (1–0) Jegyzőkönyv | Imran 39' · Rasool 39' · Waqas 57' | Játékvezetők: Kim Hong-Lae (KOR), David Leiper (GBR) |
| 2008. augusztus 13. 18:00 | Grimes 20' Singh 50' | Büntetések        | Imran 55'                          | Játékvezetők: Kim Hong-Lae (KOR), David Leiper (GBR) |

| 2008. augusztus 15. 10:30 | Hollandia (NED)                    | 4–2               | Kanada (CAN)                        | Játékvezetők: Murray Grime (AUS), Chen Dekang (CHN) |
| 2008. augusztus 15. 10:30 | Taekema 4', 8', 33' · Weusthof 49' | (3–1) Jegyzőkönyv | Deol 12' · Kahlon 64'               | Játékvezetők: Murray Grime (AUS), Chen Dekang (CHN) |
| 2008. augusztus 15. 10:30 | Taekema 6' Van der Weide 35'       | Büntetések        | Pereira 27' Sandison 42' Wright 56' | Játékvezetők: Murray Grime (AUS), Chen Dekang (CHN) |

| 2008. augusztus 17. 08:30 | Nagy-Britannia (GBR)                                             | 1–1               | Kanada (CAN)                                         | Játékvezetők: Roel van Eert (NED), Gary Simmonds (RSA) |
| 2008. augusztus 17. 08:30 | Daly 67'                                                         | (0–0) Jegyzőkönyv | Pereira 47'                                          | Játékvezetők: Roel van Eert (NED), Gary Simmonds (RSA) |
| 2008. augusztus 17. 08:30 | Daly 30' Wilson 31' Tindall 41' Tindall Hivatalos rendreutasítás | Büntetések        | R. Short 26' Singh 28' Singh Egy mérkőzéses eltiltás | Játékvezetők: Roel van Eert (NED), Gary Simmonds (RSA) |

| 2008. augusztus 19. 18:00 | Kanada (CAN)                                        | 5–3               | Dél-afrikai Köztársaság (RSA)         | Játékvezetők: Roel van Eert (NED), Satinder Kumar (IND) |
| 2008. augusztus 19. 18:00 | R. Short 15' · Fernandes 31', 46' · Grimes 38', 70' | (2–2) Jegyzőkönyv | Smith 4', 51' · Tsolekile 28'         | Játékvezetők: Roel van Eert (NED), Satinder Kumar (IND) |
| 2008. augusztus 19. 18:00 | Deol 6' Wright 19' Kullar 62' Tupper 64'            | Büntetések        | McDade 23' Smith 28' 62' Abrahams 60' | Játékvezetők: Roel van Eert (NED), Satinder Kumar (IND) |

A 9. helyért
| 2008. augusztus 21. 08:30 | Belgium (BEL)                 | 3–0               | Kanada (CAN) | Játékvezetők: David Leiper (GBR), Xavier Adell (ESP) |
| 2008. augusztus 21. 08:30 | Dekeyser 2', 70' · Dohmen 23' | (2–0) Jegyzőkönyv |              | Játékvezetők: David Leiper (GBR), Xavier Adell (ESP) |

| Csapat       | Helyezés |
| ------------ | -------- |
| Kanada (CAN) | 10.      |

## Íjászat
Férfi
| Versenyző                           | Versenyszám | Selejtező | Selejtező | 64-es főtábla                                      | 32-es főtábla                       | Nyolcaddöntő                                                                      | Negyeddöntő       | Elődöntő          | Döntő             | Helyezés |
| Versenyző                           | Versenyszám | Pont      | Kiemelt   | Ellenfél Eredmény                                  | Ellenfél Eredmény                   | Ellenfél Eredmény                                                                 | Ellenfél Eredmény | Ellenfél Eredmény | Ellenfél Eredmény | Helyezés |
| ----------------------------------- | ----------- | --------- | --------- | -------------------------------------------------- | ----------------------------------- | --------------------------------------------------------------------------------- | ----------------- | ----------------- | ----------------- | -------- |
| J.D. Burnes                         | Egyéni      | 644       | 50.       | Brady Ellison (USA) (15.) · 89-111                 | kiesett                             | kiesett                                                                           | kiesett           | kiesett           | kiesett           | 63.      |
| Crispin Duenas                      | Egyéni      | 664       | 16.       | Magnus Petersson (SWE) (49.) · 108 (+18)-108 (+19) | kiesett                             | kiesett                                                                           | kiesett           | kiesett           | kiesett           | 39.*     |
| Jay Lyon                            | Egyéni      | 646       | 47.       | Hszüe Haj-feng (CHN) (18.) · 111-106               | Brady Ellison (USA) (15.) · 113-107 | Bair Bagyonov (RUS) (31.) · 110-115                                               | kiesett           | kiesett           | kiesett           | 10.*     |
| J.D. Burnes Crispin Duenas Jay Lyon | Csapat      | 1954      | 11.       |                                                    |                                     | Olaszország (ITA) · Ilario Di Buò · Marco Galiazzo · Mauro Nespoli (6.) · 217-219 | kiesett           | kiesett           | kiesett           | 11.      |

Női
| Versenyző          | Versenyszám | Selejtező | Selejtező | 64-es főtábla                                   | 32-es főtábla                 | Nyolcaddöntő      | Negyeddöntő       | Elődöntő          | Döntő             | Helyezés |
| Versenyző          | Versenyszám | Pont      | Kiemelt   | Ellenfél Eredmény                               | Ellenfél Eredmény             | Ellenfél Eredmény | Ellenfél Eredmény | Ellenfél Eredmény | Ellenfél Eredmény | Helyezés |
| ------------------ | ----------- | --------- | --------- | ----------------------------------------------- | ----------------------------- | ----------------- | ----------------- | ----------------- | ----------------- | -------- |
| Marie-Pier Beaudet | Egyéni      | 628       | 34.       | Dola Bonerdzsi (IND) (31.) · 109 (+10)-109 (+8) | Jun Okhi (KOR) (2.) · 107-114 | kiesett           | kiesett           | kiesett           | kiesett           | 20.*     |

* - egy másik versenyzővel azonos eredményt ért el

## Kajak-kenu

### Síkvízi
Férfi
| Versenyző                                            | Versenyszám         | Előfutam | Előfutam | Előfutam | Elődöntő | Elődöntő | Elődöntő | Döntő    | Döntő    |
| Versenyző                                            | Versenyszám         | Idő      | Hely.    | Össz.    | Idő      | Hely.    | Össz.    | Idő      | Helyezés |
| ---------------------------------------------------- | ------------------- | -------- | -------- | -------- | -------- | -------- | -------- | -------- | -------- |
| Thomas Hall                                          | Kenu egyes 1000 m   | 4:05,198 | 4.       | 12.      | 3:58,820 | 1.       | 3.       | 3:53,653 |          |
| Mark Oldershaw                                       | Kenu egyes 500 m    | 1:48,817 | 2.       | 5.       | 1:52,649 | 4.       | 6.       | kiesett  | kiesett  |
| Adam Van Koeverden                                   | Kajak egyes 500 m   | 1:35,554 | 1.       | 1.       | 1:42,438 | 1.       | 6.       | 1:37,630 |          |
| Adam Van Koeverden                                   | Kajak egyes 1000 m  | 3:29,622 | 1. D     | 4.       |          |          |          | 3:31,793 | 8.       |
| Richard Dober, Jr. Andrew Willows                    | Kajak kettes 500 m  | 1:30,234 | 4.       | 6.       | 1:31,232 | 1.       | 1.       | 1:30,857 | 6.       |
| Steven Jorens Ryan Cuthbert                          | Kajak kettes 1000 m | 3:29,037 | 6.       | 11.      | 3:26,635 | 5.       | 5.       | kiesett  | kiesett  |
| Brady Reardon Angus Mortimer Chris Pellini Rhys Hill | Kajak négyes 1000 m | 3:06,811 | 5.       | 10.      | 3:02,572 | 3.       | 3.       | 3:01,630 | 9.       |
| Andrew Russell Gabriel Beauchesne-Sévigny            | Kenu kettes 500 m   | 1:43,189 | 5.       | 9.       | 1:42,921 | 3.       | 3.       | 1:42,450 | 5.       |
| Andrew Russell Gabriel Beauchesne-Sévigny            | Kenu kettes 1000 m  | 3:43,491 | 3. D     | 8.       |          |          |          | 3:41,165 | 6.       |

Női
| Versenyző                                                                   | Versenyszám        | Előfutam | Előfutam | Előfutam | Elődöntő | Elődöntő | Elődöntő | Döntő   | Döntő    |
| Versenyző                                                                   | Versenyszám        | Idő      | Hely.    | Össz.    | Idő      | Hely.    | Össz.    | Idő     | Helyezés |
| --------------------------------------------------------------------------- | ------------------ | -------- | -------- | -------- | -------- | -------- | -------- | ------- | -------- |
| Karen Furneaux                                                              | Kajak egyes 500 m  | 1:54,065 | 7.       | 19.      | 1:55,145 | 7.       | 14.      | kiesett | kiesett  |
| Kristin Gauthier Mylanie Barré                                              | Kajak kettes 500 m | 1:46,129 | 4.       | 8.       | 1:47,510 | 9.       | 9.       | kiesett | kiesett  |
| Émilie Fournel Karen Furneaux Geneviève Beauchesne-Sévigny Kristin Gauthier | Kajak négyes 500 m | 1:39,366 | 5.       | 10.      | 1:38,224 | 4.       | 4.       | kiesett | kiesett  |

### Szlalom
Férfi
| Versenyző        | Versenyszám | Selejtező | Selejtező | Selejtező | Selejtező | Selejtező  | Selejtező  | Elődöntő | Elődöntő | Döntő   | Döntő   | Összesítés | Összesítés |
| Versenyző        | Versenyszám | 1. futam  | 1. futam  | 2. futam  | 2. futam  | Összesítés | Összesítés | Elődöntő | Elődöntő | Döntő   | Döntő   | Összesítés | Összesítés |
| Versenyző        | Versenyszám | Pont      | Hely.     | Pont      | Hely.     | Pont       | Hely.      | Pont     | Hely.    | Pont    | Hely.   | Pont       | Helyezés   |
| ---------------- | ----------- | --------- | --------- | --------- | --------- | ---------- | ---------- | -------- | -------- | ------- | ------- | ---------- | ---------- |
| James Cartwright | Kenu egyes  | 93,83     | 12.       | 90,80     | 13.       | 184,63     | 13.        | kiesett  | kiesett  | kiesett | kiesett | kiesett    | kiesett    |
| David Ford       | Kajak egyes | 85,35     | 6.        | 89,49     | 17.       | 174,84     | 13.        | 88,46    | 6.       | 89,89   | 5.      | 178,35     | 6.         |

Női
| Versenyző     | Versenyszám | Selejtező | Selejtező | Selejtező | Selejtező | Selejtező  | Selejtező  | Elődöntő | Elődöntő | Döntő   | Döntő   | Összesítés | Összesítés |
| Versenyző     | Versenyszám | 1. futam  | 1. futam  | 2. futam  | 2. futam  | Összesítés | Összesítés | Elődöntő | Elődöntő | Döntő   | Döntő   | Összesítés | Összesítés |
| Versenyző     | Versenyszám | Pont      | Hely.     | Pont      | Hely.     | Pont       | Hely.      | Pont     | Hely.    | Pont    | Hely.   | Pont       | Helyezés   |
| ------------- | ----------- | --------- | --------- | --------- | --------- | ---------- | ---------- | -------- | -------- | ------- | ------- | ---------- | ---------- |
| Sarah Boudens | Kajak egyes | 158,99    | 18.       | 109,68    | 15.       | 268,67     | 19.        | kiesett  | kiesett  | kiesett | kiesett | kiesett    | kiesett    |

## Kerékpározás

### BMX
| Versenyző    | Versenyszám | Selejtező | Selejtező | Negyeddöntő | Negyeddöntő | Elődöntő | Elődöntő | Döntő         | Döntő         |
| Versenyző    | Versenyszám | Idő       | Helyezés  | Pont        | Helyezés    | Pont     | Helyezés | Pont          | Helyezés      |
| ------------ | ----------- | --------- | --------- | ----------- | ----------- | -------- | -------- | ------------- | ------------- |
| Scott Erwood | Férfi       | 37,050    | 26.       | 19          | 8.          | kiesett  | kiesett  | kiesett       | kiesett       |
| Sammy Cools  | Női         | 39,137    | 13.       |             |             | 14       | 4.       | nem ért célba | nem ért célba |

### Hegyi-kerékpározás
| Versenyző            | Versenyszám        | Idő             | Helyezés      |
| -------------------- | ------------------ | --------------- | ------------- |
| Geoff Kabush         | Férfi terepverseny | 2:03:55 (+7:56) | 20.           |
| Seamus McGrath       | Férfi terepverseny | 3 kör hátrány   | 44.           |
| Catharine Pendrel    | Női terepverseny   | 1:46:37 (+1:26) | 4.            |
| Marie-Hélène Prémont | Női terepverseny   | nem ért célba   | nem ért célba |

### Országúti kerékpározás
Férfi
| Versenyző      | Versenyszám   | Idő                   | Helyezés |
| -------------- | ------------- | --------------------- | -------- |
| Michael Barry  | Mezőnyverseny | 6:24:05 (+0:16)       | 8.       |
| Ryder Hesjedal | Mezőnyverseny | 6:34:26 (+10:37)      | 55.      |
| Ryder Hesjedal | Időfutam      | 1:05:42,33 (+3:30,90) | 15.      |
| Svein Tuft     | Időfutam      | 1:04:39,44 (+2:28,01) | 7.       |
| Svein Tuft     | Mezőnyverseny | 6:34:26 (+10:37)      | 58.      |

Női
| Versenyző      | Versenyszám   | Idő                 | Helyezés |
| -------------- | ------------- | ------------------- | -------- |
| Leigh Hobson   | Mezőnyverseny | 3:32:52 (+0:28)     | 17.      |
| Erinne Willock | Mezőnyverseny | 3:33:23 (+0:59)     | 37.      |
| Alex Wrubleski | Mezőnyverseny | 3:39:36 (+7:12)     | 50.      |
| Alex Wrubleski | Időfutam      | 39:15,42 (+4:23,70) | 24.      |

### Pálya-kerékpározás
Pontversenyek
| Versenyző                | Versenyszám       | Pont | Helyezés |
| ------------------------ | ----------------- | ---- | -------- |
| Zach Bell                | Férfi pontverseny | 27   | 7.       |
| Gina Grain               | Női pontverseny   | 6    | 9.       |
| Zach Bell Martin Gilbert | Férfi madison     | 5    | 12.      |

## Labdarúgás

### Női
| #             | Név                | Klub                     | Születési idő                    | Mérkőzésszám | Gól     | Sárga lap | sárga lap · 2. sárga lap · kiállítva | kiállítva |
| Kapusok       | Kapusok            | Kapusok                  | Kapusok                          | Kapusok      | Kapusok | Kapusok   | Kapusok                              | Kapusok   |
| ------------- | ------------------ | ------------------------ | -------------------------------- | ------------ | ------- | --------- | ------------------------------------ | --------- |
| 1             | Karina LeBlanc     | New Jersey Wildcats      | 1980. március 30. (28 évesen)    | (1)          | 0       | 0         | 0                                    | 0         |
| 18            | Erin McLeod        | Vancouver Whitecaps      | 1983. február 26. (25 évesen)    | 4            | 0       | 0         | 0                                    | 0         |
| Védők         |                    |                          |                                  |              |         |           |                                      |           |
| 3             | Emily Zurrer       | Vancouver Whitecaps      | 1987. július 12. (21 évesen)     | 4            | 0       | 1         | 0                                    | 0         |
| 5             | Robyn Gayle        | Ottawa Fury              | 1985. október 31. (22 évesen)    | (1)          | 0       | 0         | 0                                    | 0         |
| 9             | Candace Chapman    | Vancouver Whitecaps      | 1983. április 2. (25 évesen)     | 4            | 1       | 0         | 0                                    | 0         |
| 10            | Martina Franko     | Vancouver Whitecaps      | 1976. január 13. (32 évesen)     | 4            | 0       | 1         | 0                                    | 0         |
| 11            | Randee Hermus      | Vancouver Whitecaps      | 1979. november 14. (28 évesen)   | 1            | 0       | 0         | 0                                    | 0         |
| Középpályások |                    |                          |                                  |              |         |           |                                      |           |
| 4             | Clare Rustad       | University of Washington | 1983. április 27. (25 évesen)    | 4            | 0       | 0         | 0                                    | 0         |
| 6             | Sophie Schmidt     | Vancouver Whitecaps      | 1988. június 28. (20 évesen)     | 4            | 0       | 0         | 0                                    | 0         |
| 7             | Rhian Wilkinson    | Ottawa Fury              | 1982. május 12. (26 évesen)      | 4            | 0       | 0         | 0                                    | 0         |
| 8             | Diana Matheson     | Ottawa Fury              | 1984. április 6. (24 évesen)     | 4            | 0       | 0         | 0                                    | 0         |
| 13            | Amy Walsh          | Laval Comets             | 1977. szeptember 13. (30 évesen) | (1)          | 0       | 0         | 0                                    | 0         |
| 17            | Brittany Timko     | Vancouver Whitecaps      | 1985. szeptember 5. (22 évesen)  | (3)          | 0       | 0         | 0                                    | 0         |
| Csatárok      |                    |                          |                                  |              |         |           |                                      |           |
| 2             | Jodi-Ann Robinson  | Vancouver Whitecaps      | 1989. április 17. (19 évesen)    | (3)          | 0       | 0         | 0                                    | 0         |
| 12            | Christine Sinclair | Vancouver Whitecaps      | 1983. június 12. (25 évesen)     | 4            | 2       | 0         | 0                                    | 0         |
| 14            | Melissa Tancredi   | Atlanta Silverbacks      | 1981. december 27. (26 évesen)   | 3            | 1       | 0         | 0                                    | 0         |
| 15            | Kara Lang          | UCLA                     | 1986. október 22. (21 évesen)    | 4            | 1       | 1         | 0                                    | 0         |
| 16            | Jonelle Filigno    | Rutgers                  | 1990. szeptember 24. (17 évesen) | (3)          | 0       | 0         | 0                                    | 0         |
| Edző          |                    |                          |                                  |              |         |           |                                      |           |
|               | Even Pellerud      |                          | 1953. július 15. (55 évesen)     |              |         |           |                                      |           |

- Kor: 2008. augusztus 6-i kora

#### Eredmények
E csoport
| Nemzet           | M | Gy | D | V | G+ | G- | Gk | P |
| ---------------- | - | -- | - | - | -- | -- | -- | - |
| Kína (CHN)       | 3 | 2  | 1 | 0 | 5  | 2  | +3 | 7 |
| Svédország (SWE) | 3 | 2  | 0 | 1 | 4  | 3  | +1 | 6 |
| Kanada (CAN)     | 3 | 1  | 1 | 1 | 4  | 4  | 0  | 4 |
| Argentína (ARG)  | 3 | 0  | 0 | 3 | 1  | 5  | –4 | 0 |

| 2008. augusztus 6. 17:00 |

| Argentína (ARG) | 1–2               | Kanada (CAN)         |
| --------------- | ----------------- | -------------------- |
| Manicler 85'    | (0–1) Jegyzőkönyv | Chapman 27' Lang 72' |

| Tiencsini Olimpiai Stadion, Tiencsin Nézőszám: 23 201 Játékvezető: Christine Beck (német) |

| 2008. augusztus 9. 19:45 |

| Kanada (CAN) | 1–1               | Kína (CHN)    |
| ------------ | ----------------- | ------------- |
| Sinclair 34' | (1–1) Jegyzőkönyv | Hszü Jüan 36' |

| Tiencsini Olimpiai Stadion, Tiencsin Nézőszám: 52 600 Játékvezető: Dagmar Damková (cseh) |

| 2008. augusztus 12. 19:45 |

| Svédország (SWE) | 2–1               | Kanada (CAN) |
| ---------------- | ----------------- | ------------ |
| Schelin 19' 51'  | (1–0) Jegyzőkönyv | Tancredi 63' |

| Munkás Stadion, Peking Nézőszám: 51 112 Játékvezető: Pannipan Kamnüng (thaiföldi) |

Negyeddöntő
| 2008. augusztus 15. 18:00 |

| Egyesült Államok (USA) | 2–1 (h. u.)                 | Kanada (CAN) |
| ---------------------- | --------------------------- | ------------ |
| Hucles 12' Kai 101'    | (1–1, 1–1, 2–1) Jegyzőkönyv | Sinclair 30' |

| Sanghaj Stadion, Sanghaj Nézőszám: 26 129 Játékvezető: Jenny Palmqvist (svéd) |

| Csapat       | Helyezés |
| ------------ | -------- |
| Kanada (CAN) | 8.       |

## Lovaglás
Díjlovaglás
| Versenyző                                          | Ló                       | Versenyszám | 1. kör | 1. kör | 2. kör  | 2. kör  | 3. kör  | 3. kör  | Végeredmény | Végeredmény |
| Versenyző                                          | Ló                       | Versenyszám | Pont   | Hely.  | Pont    | Hely.   | Pont    | Hely.   | Pont        | Helyezés    |
| -------------------------------------------------- | ------------------------ | ----------- | ------ | ------ | ------- | ------- | ------- | ------- | ----------- | ----------- |
| Jacqueline Brooks                                  | Gran Gesto               | Egyéni      | 63,750 | 28.    | kiesett | kiesett | kiesett | kiesett | kiesett     | kiesett     |
| Ashley Nicoll-Holzer                               | Pop Art                  | Egyéni      | 67,042 | 18.    | 68,760  | 14.     | 71,450  | 12.*    | 70,105      | 13.         |
| Leslie Reid                                        | Orion                    | Egyéni      | 59,750 | 43.    | kiesett | kiesett | kiesett | kiesett | kiesett     | kiesett     |
| Leslie Reid Jacqueline Brooks Ashley Nicoll-Holzer | Orion Gran Gesto Pop Art | Csapat      |        |        |         |         |         |         | 63,514      | 8.          |

Díjugratás
| Versenyző                                       | Ló                                | Versenyszám | Selejtező | Selejtező | Selejtező | Selejtező | Selejtező | Selejtező | Selejtező | Selejtező | Döntő   | Döntő   | Döntő         | Döntő         | Végeredmény | Végeredmény |
| Versenyző                                       | Ló                                | Versenyszám | 1. kör    | 1. kör    | 2. kör    | 2. kör    | 2. kör    | 3. kör    | 3. kör    | 3. kör    | 1. kör  | 1. kör  | 2. kör        | 2. kör        | Végeredmény | Végeredmény |
| Versenyző                                       | Ló                                | Versenyszám | Bünt.     | Hely.     | Bünt.     | Össz.     | Hely.     | Bünt.     | Össz.     | Hely.     | Bünt.   | Hely.   | Bünt.         | Hely.         | Bünt.       | Helyezés    |
| ----------------------------------------------- | --------------------------------- | ----------- | --------- | --------- | --------- | --------- | --------- | --------- | --------- | --------- | ------- | ------- | ------------- | ------------- | ----------- | ----------- |
| Mac Cone                                        | Ole                               | Egyéni      | 0         | 1.        | 12        | 12        | 27.       | kiesett   | kiesett   | kiesett   | kiesett | kiesett | kiesett       | kiesett       | kiesett     | kiesett     |
| Jill Henselwood                                 | Special Ed                        | Egyéni      | 1         | 13.       | 18        | 19        | 39.       | 0         | 19        | 23.       | 4       | 11.     | nem ért célba | nem ért célba | kiesett     | kiesett     |
| Eric Lamaze                                     | Hickstead                         | Egyéni      | 0         | 1.        | 0         | 0         | 1.        | 4         | 4         | 1.        | 0       | 1.      | 0             | 1.            | 0           | 1.*         |
| Ian Millar                                      | In Style                          | Egyéni      | 4         | 26.       | 4         | 8         | 13.       | 0         | 8         | 6.        | 8       | 22.     | kiesett       | kiesett       | kiesett     | kiesett     |
| Jill Henselwood Eric Lamaze Ian Millar Mac Cone | Special Ed Hickstead In Style Ole | Csapat      |           |           |           |           |           |           |           |           | 16      | 4.      | 4             | 1.            | 20          |             |

| Versenyző   | Ló        | Versenyszám | Szétugratás az aranyéremért | Szétugratás az aranyéremért | Szétugratás az aranyéremért |
| Versenyző   | Ló        | Versenyszám | Bünt.                       | Idő                         | Helyezés                    |
| ----------- | --------- | ----------- | --------------------------- | --------------------------- | --------------------------- |
| Eric Lamaze | Hickstead | Egyéni      | 0                           | 38,39                       |                             |

Lovastusa
| Versenyző                                                               | Ló                                                  | Versenyszám | Díjlovaglás | Díjlovaglás | Tereplovaglás | Tereplovaglás | Tereplovaglás | Díjugratás | Díjugratás | Díjugratás | Díjugratás | Végeredmény | Végeredmény |
| Versenyző                                                               | Ló                                                  | Versenyszám | Díjlovaglás | Díjlovaglás | Tereplovaglás | Tereplovaglás | Tereplovaglás | 1. kör     | 1. kör     | 2. kör     | 2. kör     | Végeredmény | Végeredmény |
| Versenyző                                                               | Ló                                                  | Versenyszám | Bünt.       | Hely.       | Bünt.         | Hely.         | Össz.         | Bünt.      | Hely.      | Bünt.      | Hely.      | Bünt.       | Helyezés    |
| ----------------------------------------------------------------------- | --------------------------------------------------- | ----------- | ----------- | ----------- | ------------- | ------------- | ------------- | ---------- | ---------- | ---------- | ---------- | ----------- | ----------- |
| Kyle Carter                                                             | Madison Park                                        | Egyéni      | 63,5        | 61.         | 18,4          | 18.*          | 32.           | 14         | 45.        | kiesett    | kiesett    | 95,9        | 35.         |
| Sandra Donnelly                                                         | Buenos Aires                                        | Egyéni      | 60,2        | 58.         | 24,0          | 26.           | 34.           | 8          | 32.        | kiesett    | kiesett    | 92,2        | 30.         |
| Selena O'Hanlon                                                         | Colombo                                             | Egyéni      | 44,1        | 20.         | 76,8          | 56.           | 51.           | 12         | 41.        | kiesett    | kiesett    | 132,9       | 45.         |
| Samantha Taylor                                                         | Livewire                                            | Egyéni      | 70,7        | 66.         | 109,6         | 60.           | 60.           | 8          | 32.        | kiesett    | kiesett    | 188,3       | 55.         |
| Mike Winter                                                             | King Pin                                            | Egyéni      | 48,9        | 28.         | 76,8          | 57.           | 53.           | 20         | 48.        | kiesett    | kiesett    | 145,7       | 51.         |
| Samantha Taylor Mike Winter Selena O'Hanlon Sandra Donnelly Kyle Carter | Livewire King Pin Colombo Buenos Aires Madison Park | Csapat      | 153,2       | 9.          | 119,2         | 10.           | 9.            | 34         | 9.         |            |            | 321,0       | 9.          |

* - egy másik versenyzővel azonos eredményt ért el

## Műugrás
Férfi
| Versenyző                         | Versenyszám        | Selejtező | Selejtező | Elődöntő | Elődöntő | Döntő   | Döntő    |
| Versenyző                         | Versenyszám        | Pont      | Helyezés  | Pont     | Helyezés | Pont    | Helyezés |
| --------------------------------- | ------------------ | --------- | --------- | -------- | -------- | ------- | -------- |
| Alexandre Despatie                | Egyéni műugrás     | 453,60    | 9.        | 518,75   | 2.       | 536,65  |          |
| Reuben Ross                       | Egyéni műugrás     | 446,15    | 13.       | 395,85   | 18.      | kiesett | kiesett  |
| Reuben Ross                       | Egyéni toronyugrás | 425,60    | 15.       | 390,75   | 17.      | kiesett | kiesett  |
| Riley McCormick                   | Egyéni toronyugrás | 425,95    | 14.       | 391,35   | 16.      | kiesett | kiesett  |
| Alexandre Despatie Arturo Miranda | Szinkron műugrás   |           |           |          |          | 409,29  | 5.       |

Női
| Versenyző                        | Versenyszám          | Selejtező | Selejtező | Elődöntő | Elődöntő | Döntő   | Döntő    |
| Versenyző                        | Versenyszám          | Pont      | Helyezés  | Pont     | Helyezés | Pont    | Helyezés |
| -------------------------------- | -------------------- | --------- | --------- | -------- | -------- | ------- | -------- |
| Jennifer Abel                    | Egyéni műugrás       | 300,75    | 10.       | 296,10   | 13.      | kiesett | kiesett  |
| Blythe Hartley                   | Egyéni műugrás       | 350,60    | 3.        | 324,60   | 10.      | 374,60  | 4.       |
| Émilie Heymans                   | Egyéni toronyugrás   | 403,85    | 3.        | 374,10   | 4.       | 437,05  |          |
| Marie-Éve Marleau                | Egyéni toronyugrás   | 296,50    | 17.       | 335,25   | 7.       | 332,10  | 7.       |
| Meaghan Benfeito Roseline Filion | Szinkron toronyugrás |           |           |          |          | 305,91  | 7.       |

## Ökölvívás
| Versenyző    | Versenyszám | Selejtező                        | Nyolcaddöntő      | Negyeddöntő       | Elődöntő          | Döntő             | Helyezés |
| Versenyző    | Versenyszám | Ellenfél Eredmény                | Ellenfél Eredmény | Ellenfél Eredmény | Ellenfél Eredmény | Ellenfél Eredmény | Helyezés |
| ------------ | ----------- | -------------------------------- | ----------------- | ----------------- | ----------------- | ----------------- | -------- |
| Adam Trupish | Váltósúly   | Bakit Szarszekbajev (KAZ) · 1-20 | kiesett           | kiesett           | kiesett           | kiesett           | 17.      |

## Öttusa
| Versenyző        | Versenyszám | Lövészet | Lövészet | Lövészet | Vívás    | Vívás | Vívás | Úszás   | Úszás | Úszás | Lovaglás | Lovaglás | Lovaglás | Lovaglás | Futás    | Futás | Futás | Összesen    | Összesen |
| Versenyző        | Versenyszám | Pontszám | Pont     | Hely.    | Eredmény | Pont  | Hely. | Idő     | Pont  | Hely. | Idő      | Hibapont | Pont     | Hely.    | Idő      | Pont  | Hely. | Összes pont | Helyezés |
| ---------------- | ----------- | -------- | -------- | -------- | -------- | ----- | ----- | ------- | ----- | ----- | -------- | -------- | -------- | -------- | -------- | ----- | ----- | ----------- | -------- |
| Joshua Riker-Fox | Férfi       | 171      | 988      | 32.      | 15-20    | 760   | 24.** | 2:11,54 | 1224  | 32.   | 1:20,36  | 108      | 1092     | 8.       | 9:33,46  | 1108  | 18.   | 5172        | 24.      |
| Kara Grant       | Női         | 178      | 1072     | 16.      | 15-20    | 760   | 24.*  | 2:45,26 | 940   | 36.   | 1:07,27  | 140      | 1060     | 25.      | 10:44,45 | 1144  | 16.   | 4976        | 31.      |
| Monica Pinette   | Női         | 187      | 1180     | 2.       | 11-24    | 664   | 33.   | 2:29,95 | 1124  | 34.   | 1:07,88  | 56       | 1144     | 14.      | 11:00,45 | 1080  | 23.   | 5192        | 27.      |

* - három másik versenyzővel azonos eredményt ért el

** - négy másik versenyzővel azonos eredményt ért el

## Softball
- Lauren Bay Regula
- Alison Bradley
- Erin Cumpstone
- Danielle Lawrie
- Sheena Lawrick
- Caitlin Lever
- Robin Mackin
- Noemie Marin
- Melanie Matthews
- Erin McLean
- Dione Meier
- Kaleigh Rafter
- Jennifer Salling
- Megan Timpf
- Jennifer Yee

### Eredmények
Csoportkör
| Csapat           | M | Gy | V | P+ | P– | Pk  |
| ---------------- | - | -- | - | -- | -- | --- |
| Egyesült Államok | 7 | 7  | 0 | 53 | 1  | +52 |
| Japán            | 7 | 6  | 1 | 23 | 13 | +10 |
| Ausztrália       | 7 | 5  | 2 | 30 | 11 | +19 |
| Kanada           | 7 | 3  | 4 | 17 | 23 | –6  |
| Tajvan           | 7 | 2  | 5 | 10 | 23 | –13 |
| Kína             | 7 | 2  | 5 | 19 | 21 | –2  |
| Venezuela        | 7 | 2  | 5 | 15 | 35 | –20 |
| Hollandia        | 7 | 1  | 6 | 8  | 48 | –40 |

| 2008. augusztus 12. 9:30 |  | Tajvan (TPE) | 1–6 | Kanada |  |  |
| 2008. augusztus 12. 9:30 |  |              |     |        |  |  |

| 2008. augusztus 13. 19:30 |  | Hollandia (NED) | 2–9 | Kanada |  |  |
| 2008. augusztus 13. 19:30 |  |                 |     |        |  |  |

| 2008. augusztus 14. 14:45 |  | Kanada (CAN) | 1–8 | Egyesült Államok |  |  |
| 2008. augusztus 14. 14:45 |  |              |     |                  |  |  |

| 2008. augusztus 15. 9:30 |  | Kína (CHN) | 0–1 | Kanada |  |  |
| 2008. augusztus 15. 9:30 |  |            |     |        |  |  |

| 2008. augusztus 16. 19:30 |  | Kanada (CAN) | 0–2 | Venezuela |  |  |
| 2008. augusztus 16. 19:30 |  |              |     |           |  |  |

| 2008. augusztus 17. 17:00 |  | Kanada (CAN) | 0–4 | Ausztrália |  |  |
| 2008. augusztus 17. 17:00 |  |              |     |            |  |  |

| 2008. augusztus 18. 17:00 |  | Kanada (CAN) | 0–6 | Japán |  |  |
| 2008. augusztus 18. 17:00 |  |              |     |       |  |  |

Elődöntő
| 2008. augusztus 20. 12:00 |  | Kanada (CAN) | 3–5 | Ausztrália |  |  |
| 2008. augusztus 20. 12:00 |  |              |     |            |  |  |

| Csapat | Helyezés |
| ------ | -------- |
| Kanada | 4.       |

## Sportlövészet
Férfi
| Versenyző             | Versenyszám       | Selejtező | Selejtező | Döntő   | Döntő    |
| Versenyző             | Versenyszám       | Pont      | Helyezés  | Pont    | Helyezés |
| --------------------- | ----------------- | --------- | --------- | ------- | -------- |
| Johannes Sauer        | Sportpuska, fekvő | 587       | 44.       | kiesett | kiesett  |
| Giuseppe Di Salvatore | Trap              | 112       | 26.       | kiesett | kiesett  |
| Giuseppe Di Salvatore | Dupla trap        | 109       | 19.       | kiesett | kiesett  |

Női
| Versenyző    | Versenyszám   | Selejtező | Selejtező | Döntő   | Döntő    |
| Versenyző    | Versenyszám   | Pont      | Helyezés  | Pont    | Helyezés |
| ------------ | ------------- | --------- | --------- | ------- | -------- |
| Avianna Chao | Légpisztoly   | 370       | 39.       | kiesett | kiesett  |
| Avianna Chao | Sportpisztoly | 558       | 41.       | kiesett | kiesett  |
| Sue Nattrass | Trap          | 63        | 11.       | kiesett | kiesett  |

## Súlyemelés
Férfi
| Versenyző            | Versenyszám | Szakítás | Szakítás | Lökés    | Lökés    | Összesen | Helyezés |
| Versenyző            | Versenyszám | Eredmény | Helyezés | Eredmény | Helyezés | Összesen | Helyezés |
| -------------------- | ----------- | -------- | -------- | -------- | -------- | -------- | -------- |
| Jasvir Singh         | 62 kg       | 115,0    | 16.      | 151,0    | 12.      | 266,0    | 12.      |
| Francis Luna-Grenier | 69 kg       | 131,0    | 20.*     | 162,0    | 17.      | 293,0    | 17.      |

Női
| Versenyző              | Versenyszám | Szakítás | Szakítás | Lökés    | Lökés    | Összesen | Helyezés |
| Versenyző              | Versenyszám | Eredmény | Helyezés | Eredmény | Helyezés | Összesen | Helyezés |
| ---------------------- | ----------- | -------- | -------- | -------- | -------- | -------- | -------- |
| Marilou Dozios-Prévost | 48 kg       | 76,0     | 10.      | 90,0     | 10.      | 166,0    | 10.      |
| Christine Girard       | 63 kg       | 102,0    | 6.       | 126,0    | 4.       | 228,0    | 4.       |
| Jeane Lassen           | 75 kg       | 105,0    | 9.**     | 135,0    | 7.       | 240,0    | 8.       |

* - egy másik versenyzővel azonos eredményt ért el

** - két másik versenyzővel azonos eredményt ért el

## Szinkronúszás
| Versenyző | Versenyszám | Technikai gyakorlat | Technikai gyakorlat | Selejtező        | Selejtező        | Selejtező  | Selejtező  | Döntő            | Döntő            | Döntő      | Döntő      | Helyezés |
| Versenyző | Versenyszám | Technikai gyakorlat | Technikai gyakorlat | Szabad gyakorlat | Szabad gyakorlat | Összesítés | Összesítés | Szabad gyakorlat | Szabad gyakorlat | Összesítés | Összesítés | Helyezés |
| Versenyző | Versenyszám | Pont                | Hely.               | Pont             | Hely.            | Pont       | Hely.      | Pont             | Hely.            | Pont       | Hely.      | Helyezés |
| --- | ----------- | ------------------- | ------------------- | ---------------- | ---------------- | ---------- | ---------- | ---------------- | ---------------- | ---------- | ---------- | -------- |
| Marie-Pierre Boudreau-Gagnon Isabelle Rampling                                                                                        | Páros       | 47,417              | 6.                  | 47,333           | 6.               | 94,750     | 6.         | 47,667           | 6.               | 95,084     | 6.         | 6.       |
| Marie-Pierre Boudreau-Gagnon Jessika Dubuc Marie-Pierre Gagné Dominika Kopcik Éve Lamoureux Tracy Little Élise Marcotte Jennifer Song | Csapat      | 47,584              | 5.                  |                  |                  |            |            | 48,084           | 4.               | 95,668     | 4.         | 4.       |

## Taekwondo
Férfi
| Versenyző         | Versenyszám | Nyolcaddöntő            | Negyeddöntő                    | Elődöntő          | Vigaszág elődöntő | Bronz- mérkőzés   | Döntő             | Helyezés |
| Versenyző         | Versenyszám | Ellenfél Eredmény       | Ellenfél Eredmény              | Ellenfél Eredmény | Ellenfél Eredmény | Ellenfél Eredmény | Ellenfél Eredmény | Helyezés |
| ----------------- | ----------- | ----------------------- | ------------------------------ | ----------------- | ----------------- | ----------------- | ----------------- | -------- |
| Sébastien Michaud | Váltósúly   | Angel Román (PUR) · 2-1 | Rashad Ahmadov (AZE) · 0-0 SUP | kiesett           |                   |                   |                   | 9.       |

Női
| Versenyző       | Versenyszám | Nyolcaddöntő                | Negyeddöntő                | Elődöntő                    | Vigaszág elődöntő | Bronz- mérkőzés   | Döntő                       | Helyezés |
| Versenyző       | Versenyszám | Ellenfél Eredmény           | Ellenfél Eredmény          | Ellenfél Eredmény           | Ellenfél Eredmény | Ellenfél Eredmény | Ellenfél Eredmény           | Helyezés |
| --------------- | ----------- | --------------------------- | -------------------------- | --------------------------- | ----------------- | ----------------- | --------------------------- | -------- |
| Gonda Ivett     | Légsúly     | Hanna Zajc (SWE) · 0-2      | kiesett                    | kiesett                     |                   |                   |                             | 11.      |
| Karine Sergerie | Váltósúly   | Tina Morgan (AUS) · SUP 0-0 | Vanina Sánchez (ARG) · 3-0 | Asunción Ocasio (PUR) · 2-0 |                   |                   | Hvang Gjongszon (KOR) · 1-2 |          |

SUP - döntő fölény

## Tenisz
Férfi
| Versenyző                   | Versenyszám | 64-es főtábla                            | 32-es főtábla                                                     | Nyolcaddöntő      | Negyeddöntő       | Elődöntő          | Bronz- mérkőzés   | Döntő             | Helyezés |
| Versenyző                   | Versenyszám | Ellenfél Eredmény                        | Ellenfél Eredmény                                                 | Ellenfél Eredmény | Ellenfél Eredmény | Ellenfél Eredmény | Ellenfél Eredmény | Ellenfél Eredmény | Helyezés |
| --------------------------- | ----------- | ---------------------------------------- | ----------------------------------------------------------------- | ----------------- | ----------------- | ----------------- | ----------------- | ----------------- | -------- |
| Frank Dancevic              | Egyes       | Stanislas Wawrinka (SUI) · 6-4, 3-6, 2-6 | kiesett                                                           | kiesett           | kiesett           | kiesett           | kiesett           | kiesett           | 33.      |
| Fred Niemeyer               | Egyes       | Guillermo Cañas (ARG) · 6-3, 2-4 feladta | kiesett                                                           | kiesett           | kiesett           | kiesett           | kiesett           | kiesett           | 33.      |
| Daniel Nestor Fred Niemeyer | Páros       |                                          | Nagy-Britannia (GBR) · Andy Murray · Jamie Murray · 6-4, 3-6, 4-6 | kiesett           | kiesett           | kiesett           | kiesett           | kiesett           | 17.      |

## Tollaslabda
| Versenyző            | Versenyszám  | Selejtező                           | 32-es főtábla                          | Nyolcaddöntő                                                            | Negyeddöntő       | Elődöntő          | Bronz- mérkőzés   | Döntő             | Helyezés |
| Versenyző            | Versenyszám  | Ellenfél Eredmény                   | Ellenfél Eredmény                      | Ellenfél Eredmény                                                       | Ellenfél Eredmény | Ellenfél Eredmény | Ellenfél Eredmény | Ellenfél Eredmény | Helyezés |
| -------------------- | ------------ | ----------------------------------- | -------------------------------------- | ----------------------------------------------------------------------- | ----------------- | ----------------- | ----------------- | ----------------- | -------- |
| Andrew Dabeka        | Férfi egyes  | Pak Szonghvan (KOR) · 11-21, 11-21  | kiesett                                | kiesett                                                                 | kiesett           | kiesett           | kiesett           | kiesett           | 33.      |
| Anna Rice            | Női egyes    | Eva Lee (USA) · 21-15, 19-21, 21-19 | Jeanine Cicognini (SUI) · 21-10, 21-13 | Lu Lan (CHN) · 7-21, 12-21                                              | kiesett           | kiesett           | kiesett           | kiesett           | 9.       |
| Mike Beres Val Loker | Vegyes páros |                                     |                                        | Thaiföld (THA) · Sudket Prapakamol · Saralee Thungthongkam · 9-21, 9-21 | kiesett           | kiesett           | kiesett           | kiesett           | 9.       |

## Torna
Férfi
| Versenyző                                                                         | Versenyszám      | Selejtező | Selejtező | Döntő    | Döntő    |
| Versenyző                                                                         | Versenyszám      | Pontszám  | Helyezés  | Pontszám | Helyezés |
| --------------------------------------------------------------------------------- | ---------------- | --------- | --------- | -------- | -------- |
| Nathan Gafuik                                                                     | Talaj            | 15,225    | 21.       | kiesett  | kiesett  |
| Nathan Gafuik                                                                     | Ugrás            | 16,175    |           | kiesett  | kiesett  |
| Nathan Gafuik                                                                     | Korlát           | 15,450    | 26.       | kiesett  | kiesett  |
| Nathan Gafuik                                                                     | Nyújtó           | 14,825    | 27.       | kiesett  | kiesett  |
| Nathan Gafuik                                                                     | Gyűrű            | 14,250    | 54.       | kiesett  | kiesett  |
| Nathan Gafuik                                                                     | Lólengés         | 13,800    | 53.       | kiesett  | kiesett  |
| Nathan Gafuik                                                                     | Egyéni összetett | 89,725    | 20.       | 89,625   | 17.      |
| Grant Golding                                                                     | Talaj            | 14,850    | 38.       | kiesett  | kiesett  |
| Grant Golding                                                                     | Korlát           | 15,450    | 27.       | kiesett  | kiesett  |
| Grant Golding                                                                     | Gyűrű            | 15,275    | 19.       | kiesett  | kiesett  |
| Grant Golding                                                                     | Lólengés         | 14,125    | 40.       | kiesett  | kiesett  |
| Grant Golding                                                                     | Egyéni összetett | 59,700    | 65.       | kiesett  | kiesett  |
| David Kikuchi                                                                     | Ugrás            | 15,575    |           | kiesett  | kiesett  |
| David Kikuchi                                                                     | Korlát           | 15,150    | 42.       | kiesett  | kiesett  |
| David Kikuchi                                                                     | Nyújtó           | 14,200    | 55.       | kiesett  | kiesett  |
| David Kikuchi                                                                     | Gyűrű            | 15,200    | 23.       | kiesett  | kiesett  |
| David Kikuchi                                                                     | Lólengés         | 14,175    | 39.       | kiesett  | kiesett  |
| David Kikuchi                                                                     | Egyéni összetett | 74,300    | 54.       | kiesett  | kiesett  |
| Brandon O'Neill                                                                   | Talaj            | 3,450     | 77.       | kiesett  | kiesett  |
| Brandon O'Neill                                                                   | Ugrás            | 15,150    |           | kiesett  | kiesett  |
| Brandon O'Neill                                                                   | Korlát           | 14,900    | 51.       | kiesett  | kiesett  |
| Brandon O'Neill                                                                   | Lólengés         | 12,475    | 75.       | kiesett  | kiesett  |
| Brandon O'Neill                                                                   | Egyéni összetett | 45,975    | 74.       | kiesett  | kiesett  |
| Kyle Shewfelt                                                                     | Talaj            | 15,525    | 11.       | kiesett  | kiesett  |
| Kyle Shewfelt                                                                     | Ugrás            | 16,050    | 9.        | kiesett  | kiesett  |
| Kyle Shewfelt                                                                     | Nyújtó           | 14,250    | 52.       | kiesett  | kiesett  |
| Kyle Shewfelt                                                                     | Gyűrű            | 13,925    | 62.       | kiesett  | kiesett  |
| Kyle Shewfelt                                                                     | Egyéni összetett | 60,050    | 63.       | kiesett  | kiesett  |
| Adam Wong                                                                         | Talaj            | 14,900    | 36.       | kiesett  | kiesett  |
| Adam Wong                                                                         | Ugrás            | 15,650    |           | kiesett  | kiesett  |
| Adam Wong                                                                         | Korlát           | 15,125    | 43.       | kiesett  | kiesett  |
| Adam Wong                                                                         | Nyújtó           | 14,575    | 41.       | kiesett  | kiesett  |
| Adam Wong                                                                         | Gyűrű            | 14,500    | 45.       | kiesett  | kiesett  |
| Adam Wong                                                                         | Lólengés         | 14,375    | 35.       | kiesett  | kiesett  |
| Adam Wong                                                                         | Egyéni összetett | 89,125    | 24.       | 89,800   | 15.      |
| Grant Golding David Kikuchi Kyle Shewfelt Adam Wong Brandon O'Neill Nathan Gafuik | Csapat összetett | 358,975   | 9.        | kiesett  | kiesett  |

Női
| Versenyző           | Versenyszám      | Selejtező | Selejtező | Döntő    | Döntő    |
| Versenyző           | Versenyszám      | Pontszám  | Helyezés  | Pontszám | Helyezés |
| ------------------- | ---------------- | --------- | --------- | -------- | -------- |
| Nansy Damianova     | Talaj            | 14,100    | 48.       | kiesett  | kiesett  |
| Nansy Damianova     | Ugrás            | 14,062    | 10.       | kiesett  | kiesett  |
| Nansy Damianova     | Felemás korlát   | 13,650    | 63.       | kiesett  | kiesett  |
| Nansy Damianova     | Gerenda          | 14,250    | 49.       | kiesett  | kiesett  |
| Nansy Damianova     | Egyéni összetett | 56,700    | 38.       | kiesett  | kiesett  |
| Elyse Hopfner-Hibbs | Talaj            | 13,875    | 56.       | kiesett  | kiesett  |
| Elyse Hopfner-Hibbs | Ugrás            | 14,675    |           | kiesett  | kiesett  |
| Elyse Hopfner-Hibbs | Felemás korlát   | 14,975    | 19.       | kiesett  | kiesett  |
| Elyse Hopfner-Hibbs | Gerenda          | 15,125    | 20.       | kiesett  | kiesett  |
| Elyse Hopfner-Hibbs | Egyéni összetett | 58,650    | 19.       | 58,375   | 16.      |

### Ritmikus gimnasztika
| Versenyző         | Versenyszám | Selejtező | Selejtező | Selejtező | Selejtező | Selejtező | Selejtező | Selejtező | Selejtező | Selejtező | Selejtező | Döntő   | Döntő   | Döntő   | Döntő   | Döntő    | Döntő    | Döntő   | Döntő   | Döntő    | Döntő    | Helyezés |
| Versenyző         | Versenyszám | Kötél     | Kötél     | Karika    | Karika    | Buzogány  | Buzogány  | Szalag    | Szalag    | Összesen  | Összesen  | Kötél   | Kötél   | Karika  | Karika  | Buzogány | Buzogány | Szalag  | Szalag  | Összesen | Összesen | Helyezés |
| Versenyző         | Versenyszám | Pont      | Hely.     | Pont      | Hely.     | Pont      | Hely.     | Pont      | Hely.     | Pont      | Hely.     | Pont    | Hely.   | Pont    | Hely.   | Pont     | Hely.    | Pont    | Hely.   | Pont     | Hely.    | Helyezés |
| ----------------- | ----------- | --------- | --------- | --------- | --------- | --------- | --------- | --------- | --------- | --------- | --------- | ------- | ------- | ------- | ------- | -------- | -------- | ------- | ------- | -------- | -------- | -------- |
| Alexandra Orlando | Egyéni      | 15,675    | 14.       | 16,550    | 19.       | 16,175    | 18.       | 15,225    | 20.       | 63,625    | 18.       | kiesett | kiesett | kiesett | kiesett | kiesett  | kiesett  | kiesett | kiesett | kiesett  | kiesett  | 18.      |

### Trambulin
| Versenyző           | Versenyszám | Selejtező | Selejtező | Döntő    | Döntő    |
| Versenyző           | Versenyszám | Pontszám  | Helyezés  | Pontszám | Helyezés |
| ------------------- | ----------- | --------- | --------- | -------- | -------- |
| Jason Burnett       | Férfi       | 69,7      | 7.        | 40,7     |          |
| Karen Cockburn      | Női         | 65,6      | 4.        | 37,0     |          |
| Rosannagh MacLennan | Női         | 66,0      | 3.        | 35,5     | 7.       |

## Triatlon
| Versenyző       | Versenyszám | 1,5 km úszás | 1,5 km úszás | 40 km kerékpározás | 40 km kerékpározás | 10 km futás      | 10 km futás      | Összesítés    | Összesítés    |
| Versenyző       | Versenyszám | Idő          | Hely.        | Idő                | Hely.              | Idő              | Hely.            | Idő           | Helyezés      |
| --------------- | ----------- | ------------ | ------------ | ------------------ | ------------------ | ---------------- | ---------------- | ------------- | ------------- |
| Colin Jenkins   | Férfi       | 18:12        | 14.          | 58:59              | 31.                | 38:39            | 50.              | 1:56:50,85    | 50.           |
| Paul Tichelaar  | Férfi       | 18:24        | 35.          | 58:51              | 16.**              | 33:34            | 27.              | 1:51:46,81    | 28.           |
| Simon Whitfield | Férfi       | 18:18        | 22.          | 58:56              | 23.***             | 30:48            | 2.               | 1:48:58,47    |               |
| Lauren Groves   | Női         | 20:05        | 31.          | nem teljesítette   | nem teljesítette   | nem teljesítette | nem teljesítette | nem ért célba | nem ért célba |
| Carolyn Murray  | Női         | 20:55        | 45.          | 1:05:28            | 28.*               | 37:31            | 27.              | 2:04:56,32    | 29.           |
| Kathy Tremblay  | Női         | 19:52        | 7.           | 1:04:24            | 18.*               | 40:04            | 39.              | 2:05:23,49    | 31.           |

* - egy másik versenyzővel azonos időt ért el

** - két másik versenyzővel azonos időt ért el

*** - öt másik versenyzővel azonos időt ért el

## Úszás
Férfi
| Versenyző                                                              | Versenyszám            | Előfutam | Előfutam | Előfutam | Elődöntő          | Elődöntő          | Elődöntő          | Döntő    | Döntő    |
| Versenyző                                                              | Versenyszám            | Idő      | Hely.    | Össz.    | Idő               | Hely.             | Össz.             | Idő      | Helyezés |
| ---------------------------------------------------------------------- | ---------------------- | -------- | -------- | -------- | ----------------- | ----------------- | ----------------- | -------- | -------- |
| Joe Bartoch                                                            | 100 m pillangó         | 52,90    | 7.       | 34.**    | kiesett           | kiesett           | kiesett           | kiesett  | kiesett  |
| Keith Beavers                                                          | 200 m hát              | 1:58,84  | 6.       | 15.      | 1:58,50           | 7.                | 12.               | kiesett  | kiesett  |
| Keith Beavers                                                          | 200 m vegyes           | 1:59,19  | 4.       | 8.**     | 1:59,43           | 5.                | 8.                | 1:59,43  | 7.       |
| Keith Beavers                                                          | 400 m vegyes           | 4:12,75  | 4.       | 9.       |                   |                   |                   | kiesett  | kiesett  |
| Mathieu Bois                                                           | 100 m mell             | 1:01,45  | 4.       | 28.      | kiesett           | kiesett           | kiesett           | kiesett  | kiesett  |
| Mathieu Bois                                                           | 200 m mell             | 2:12,87  | 7.       | 29.      | kiesett           | kiesett           | kiesett           | kiesett  | kiesett  |
| Mike Brown                                                             | 100 m mell             | 1:00,98  | 1.       | 20.**    | kiesett           | kiesett           | kiesett           | kiesett  | kiesett  |
| Mike Brown                                                             | 200 m mell             | 2:09,84  | 1.       | 5.       | 2:08,84           | 1.                | 2.                | 2:09,03  | 4.       |
| Ryan Cochrane                                                          | 400 m gyors            | 3:44,85  | 4.       | 9.       |                   |                   |                   | kiesett  | kiesett  |
| Ryan Cochrane                                                          | 1500 m gyors           | 14:40,84 | 1.       | 2.       |                   |                   |                   | 14:42,69 |          |
| Joel Greenshields                                                      | 100 m gyors            | 49,04    | 7.       | 23.      | kiesett           | kiesett           | kiesett           | kiesett  | kiesett  |
| Brent Hayden                                                           | 100 m gyors            | 47,84    | 1.       | 3.       | 48,20             | 6.                | 11.               | kiesett  | kiesett  |
| Brent Hayden                                                           | 200 m gyors            | 1:46,40  | 2.       | 3.       | nem állt rajthoz* | nem állt rajthoz* | nem állt rajthoz* | kiesett  | kiesett  |
| Richard Hortness                                                       | 50 m gyors             | 22,42    | 3.       | 27.      | kiesett           | kiesett           | kiesett           | kiesett  | kiesett  |
| Brian Johns                                                            | 200 m vegyes           | 2:00,66  | 6.       | 18.**    | kiesett           | kiesett           | kiesett           | kiesett  | kiesett  |
| Brian Johns                                                            | 400 m vegyes           | 4:11,41  | 2.       | 7.       |                   |                   |                   | 4:13,38  | 7.       |
| Tobias Oriwol                                                          | 200 m hát              | 1:58,94  | 2.       | 16.      | 1:59,50           | 7.                | 15.               | kiesett  | kiesett  |
| Colin Russell                                                          | 200 m gyors            | 1:46,58  | 3.       | 5.       | 1:48,13           | 7.                | 14.               | kiesett  | kiesett  |
| Adam Sioui                                                             | 100 m pillangó         | 53,38    | 6.       | 39.      | kiesett           | kiesett           | kiesett           | kiesett  | kiesett  |
| Adam Sioui                                                             | 200 m pillangó         | 1:57,45  | 8.       | 25.      | kiesett           | kiesett           | kiesett           | kiesett  | kiesett  |
| Jake Tapp                                                              | 100 m hát              | 55,54    | 7.       | 31.      | kiesett           | kiesett           | kiesett           | kiesett  | kiesett  |
| Brent Hayden Joel Greenshields Colin Russell Rick Say                  | 4 × 100 m gyorsváltó   | 3:13,68  | 4.       | 7.       |                   |                   |                   | 3:12,26  | 6.       |
| Colin Russell Brian Johns Brent Hayden Andrew Hurd Rick Say Adam Sioui | 4 × 200 m gyorsváltó   | 7:08,04  | 3.       | 5.       |                   |                   |                   | 7:05,77  | 5.       |
| Jake Tapp Mike Brown Joe Bartoch Brent Hayden                          | 4 × 100 m vegyes váltó | 3:35,56  | 7.       | 10.      |                   |                   |                   | kiesett  | kiesett  |

Női
| Versenyző                                                           | Versenyszám            | Előfutam | Előfutam | Előfutam | Elődöntő | Elődöntő | Elődöntő | Döntő   | Döntő    |
| Versenyző                                                           | Versenyszám            | Idő      | Hely.    | Össz.    | Idő      | Hely.    | Össz.    | Idő     | Helyezés |
| ------------------------------------------------------------------- | ---------------------- | -------- | -------- | -------- | -------- | -------- | -------- | ------- | -------- |
| Stephanie Horner                                                    | 200 m gyors            | 1:58,35  | 5.       | 17.      | kiesett  | kiesett  | kiesett  | kiesett | kiesett  |
| Stephanie Horner                                                    | 400 m gyors            | 4:07,45  | 3.       | 11.      |          |          |          | kiesett | kiesett  |
| Stephanie Horner                                                    | 200 m pillangó         | 2:10,33  | 4.       | 20.      | kiesett  | kiesett  | kiesett  | kiesett | kiesett  |
| Tanya Hunks                                                         | 800 m gyors            | 8:38,05  | 7.       | 23.      |          |          |          | kiesett | kiesett  |
| Tanya Hunks                                                         | 400 m vegyes           | 4:40,63  | 6.       | 20.      |          |          |          | kiesett | kiesett  |
| Savannah King                                                       | 400 m gyors            | 4:11,49  | 6.       | 19.      |          |          |          | kiesett | kiesett  |
| Alexa Komarnycky                                                    | 400 m vegyes           | 4:46,98  | 8.       | 29.      |          |          |          | kiesett | kiesett  |
| Audrey Lacroix                                                      | 100 m pillangó         | 59,10    | 7.       | 28.**    | kiesett  | kiesett  | kiesett  | kiesett | kiesett  |
| Audrey Lacroix                                                      | 200 m pillangó         | 2:08,54  | 5.       | 12.      | 2:09,74  | 6.       | 13.      | kiesett | kiesett  |
| Erica Morningstar                                                   | 100 m gyors            | 54,66    | 5.       | 15.      | 55,36    | 7.       | 15.      | kiesett | kiesett  |
| Erica Morningstar                                                   | 200 m vegyes           | 2:14,11  | 7.       | 19.      | kiesett  | kiesett  | kiesett  | kiesett | kiesett  |
| Annamay Pierse                                                      | 100 m mell             | 1:08,25  | 5.       | 13.      | 1:08,27  | 6.       | 10.      | kiesett | kiesett  |
| Annamay Pierse                                                      | 200 m mell             | 2:25,01  | 2.       | 7.       | 2:23,94  | 3.       | 5.       | 2:23,77 | 6.       |
| Victoria Poon                                                       | 50 m gyors             | 25,58    | 4.       | 30.      | kiesett  | kiesett  | kiesett  | kiesett | kiesett  |
| Geneviève Saumur                                                    | 200 m gyors            | 2:00,49  | 8.       | 25.      | kiesett  | kiesett  | kiesett  | kiesett | kiesett  |
| Lindsay Seemann                                                     | 200 m hát              | 2:15,07  | 8.       | 30.      | kiesett  | kiesett  | kiesett  | kiesett | kiesett  |
| Jillian Tyler                                                       | 100 m mell             | 1:08,13  | 3.       | 10.      | 1:09,00  | 6.**     | 13.      | kiesett | kiesett  |
| Julia Wilkinson                                                     | 100 m gyors            | 54,70    | 6.       | 16.**    | kiesett  | kiesett  | kiesett  | kiesett | kiesett  |
| Julia Wilkinson                                                     | 100 m hát              | 1:00,38  | 1.       | 10.      | 1:00,60  | 6.       | 12.      | kiesett | kiesett  |
| Julia Wilkinson                                                     | 200 m vegyes           | 2:12,56  | 5.       | 13.      | 2:12,03  | 2.**     | 5.       | 2:12,43 | 7.       |
| Julia Wilkinson Erica Morningstar Geneviève Saumur Audrey Lacroix   | 4 × 100 m gyorsváltó   | 3:38,82  | 4.       | 7.       |          |          |          | 3:38,32 | 8.       |
| Stephanie Horner Geneviève Saumur Erica Morningstar Julia Wilkinson | 4 × 200 m gyorsváltó   | 7:56,26  | 4.       | 10.      |          |          |          | kiesett | kiesett  |
| Julia Wilkinson Annamay Pierse Audrey Lacroix Erica Morningstar     | 4 × 100 m vegyes váltó | 4:02,13  | 5.       | 8.       |          |          |          | 4:01,35 | 7.       |

* - nem állt rajthoz az elődöntőben, mert az aznapi 4 × 100 m-es gyorsváltóra pihent

** - egy másik versenyzővel azonos időt ért el

## Vitorlázás
Férfi
| Versenyző                  | Versenyszám     | Futam | Futam | Futam | Futam | Futam | Futam | Futam | Futam | Futam | Futam | Futam | Pontszám | Helyezés |
| Versenyző                  | Versenyszám     | 1     | 2     | 3     | 4     | 5     | 6     | 7     | 8     | 9     | 10    | É     | Pontszám | Helyezés |
| -------------------------- | --------------- | ----- | ----- | ----- | ----- | ----- | ----- | ----- | ----- | ----- | ----- | ----- | -------- | -------- |
| Zac Plavsic                | Szörfvitorlázás | 23    | 25    | 22    | 21    | 30    | 12    | 26    | 12    | 29    | 11    | -     | 181      | 23.      |
| Mike Leigh                 | Laser           | 13    | 23    | 26    | 5     | 4     | 3     | 28    | 2     | 19    |       | 14    | 109      | 9.       |
| Stéphane Locas Oliver Bone | 470-es osztály  | 25    | 25    | 30    | 20    | 23    | 22    | 30    | 18    | 26    | 16    | -     | 205      | 29.      |

Női
| Versenyző                                | Versenyszám     | Futam | Futam | Futam | Futam | Futam | Futam | Futam | Futam | Futam | Futam | Futam | Pontszám | Helyezés |
| Versenyző                                | Versenyszám     | 1     | 2     | 3     | 4     | 5     | 6     | 7     | 8     | 9     | 10    | É     | Pontszám | Helyezés |
| ---------------------------------------- | --------------- | ----- | ----- | ----- | ----- | ----- | ----- | ----- | ----- | ----- | ----- | ----- | -------- | -------- |
| Nikola Girke                             | Szörfvitorlázás | 11    | 14    | 13    | 14    | 12    | 15    | 13    | 28    | 18    | 15    | -     | 125      | 17.      |
| Lisa Ross                                | Laser radial    | 16    | 23    | 13    | 11    | 7     | 9     | 29    | 25    | 7     |       | -     | 111      | 17.      |
| Jen Provan Martha Henderson Katie Abbott | Yngling         | 5     | 4     | 10    | 15    | 9     | 12    | 11    | 15    |       |       | -     | 66       | 13.      |

Nyílt
| Versenyző                     | Versenyszám        | Futam | Futam | Futam | Futam | Futam | Futam | Futam | Futam | Futam | Futam | Futam | Futam | Futam | Pontszám | Helyezés |
| Versenyző                     | Versenyszám        | 1     | 2     | 3     | 4     | 5     | 6     | 7     | 8     | 9     | 10    | 11    | 12    | É     | Pontszám | Helyezés |
| ----------------------------- | ------------------ | ----- | ----- | ----- | ----- | ----- | ----- | ----- | ----- | ----- | ----- | ----- | ----- | ----- | -------- | -------- |
| Chris Cook                    | Finn dingi         | 8     | 3     | 7     | 10    | 23    | 5     | 15    | 3     |       |       |       |       | 16    | 67       | 5.       |
| Gordon Cook Ben Remocker      | Könnyű 49-es dingi | 13    | 10    | 12    | 18    | 7     | 6     | 16    | 16    | 10    | 18    | 15    | 16    | -     | 134      | 14.      |
| Oskar Johansson Kevin Stittle | Tornádó            | 8     | 3     | 9     | 9     | 1     | 15    | 11    | 12    | 2     | 2     |       |       | 4     | 61       | 4.       |

É - éremfutam

## Vívás
Férfi
| Versenyző        | Versenyszám       | Selejtező                | 32-es főtábla                  | Nyolcaddöntő                 | Negyeddöntő       | Elődöntő          | Bronz- mérkőzés   | Döntő             | Helyezés |
| Versenyző        | Versenyszám       | Ellenfél Eredmény        | Ellenfél Eredmény              | Ellenfél Eredmény            | Ellenfél Eredmény | Ellenfél Eredmény | Ellenfél Eredmény | Ellenfél Eredmény | Helyezés |
| ---------------- | ----------------- | ------------------------ | ------------------------------ | ---------------------------- | ----------------- | ----------------- | ----------------- | ----------------- | -------- |
| Josh McGuire     | Tőr, egyéni       |                          | Tomer Or (ISR) · 11-10         | Salvatore Sanzo (ITA) · 3-15 | kiesett           | kiesett           | kiesett           | kiesett           | 16.      |
| Igor Tikhomirov  | Párbajtőr, egyéni |                          | Makszim Hvoroszt (UKR) · 15-11 | Fabrice Jeannet (FRA) · 7-15 | kiesett           | kiesett           | kiesett           | kiesett           | 15.      |
| Philippe Beaudry | Kard, egyéni      | Gamál Fathi (EGY) · 15-8 | Aldo Montano (ITA) · 4-15      | kiesett                      | kiesett           | kiesett           | kiesett           | kiesett           | 30.      |

Női
| Versenyző                                                             | Versenyszám       | Selejtező                      | 32-es főtábla                | Nyolcaddöntő                       | Negyeddöntő                                                                                  | Elődöntő                                                                                         | Bronz- mérkőzés                                                                                                   | Döntő             | Helyezés |
| Versenyző                                                             | Versenyszám       | Ellenfél Eredmény              | Ellenfél Eredmény            | Ellenfél Eredmény                  | Ellenfél Eredmény                                                                            | Ellenfél Eredmény                                                                                | Ellenfél Eredmény                                                                                                 | Ellenfél Eredmény | Helyezés |
| --------------------------------------------------------------------- | ----------------- | ------------------------------ | ---------------------------- | ---------------------------------- | -------------------------------------------------------------------------------------------- | ------------------------------------------------------------------------------------------------ | --- | ----------------- | -------- |
| Jujie Luan                                                            | Tőr, egyéni       | Ínesz Búbakri (TUN) · 13-9     | Mohamed Aida (HUN) · 7-15    | kiesett                            | kiesett                                                                                      | kiesett                                                                                          | kiesett | kiesett           | 32.      |
| Sherraine Schalm-MacKay                                               | Párbajtőr, egyéni |                                |                              | Mincza-Nébald Ildikó (HUN) · 13-15 | kiesett                                                                                      | kiesett                                                                                          | kiesett | kiesett           | 9.       |
| Julie Cloutier                                                        | Kard, egyéni      | Bujdosó Alexandra (GER) · 2-15 | kiesett                      | kiesett                            | kiesett                                                                                      | kiesett                                                                                          | kiesett | kiesett           | 35.      |
| Olga Ovtchinnikova                                                    | Kard, egyéni      |                                | I Szinmi (KOR) · 15-13       | Azza Beszbesz (TUN) · 12-15        | kiesett                                                                                      | kiesett                                                                                          | kiesett | kiesett           | 15.      |
| Sandra Sassine                                                        | Kard, egyéni      | Elvira Wood (RSA) · 15-2       | Mariel Zagunis (USA) · 10-15 | kiesett                            | kiesett                                                                                      | kiesett                                                                                          | kiesett | kiesett           | 28.      |
| Julie Cloutier Olga Ovtchinnikova Wendy Saschenbrecker Sandra Sassine | Kard, csapat      |                                |                              |                                    | Franciaország (FRA) · Solène Mary · Leonore Perrus · Anne-Lise Touya · Carole Vergne · 22-45 | 5–8. helyért · Lengyelország (POL) · Bogna Jóźwiak · Aleksandra Socha · Irena Więckowska · 44-45 | 7. helyért · Dél-afrikai Köztársaság (RSA) · Jyoti Chetty · Adele du Plooy · Shelley Gosher · Elvira Wood · 45-16 |                   | 7.       |

## Vízilabda

### Férfi
| Kanadai nemzeti férfi vízilabdacsapat-játékoskeret | Kanadai nemzeti férfi vízilabdacsapat-játékoskeret | Kanadai nemzeti férfi vízilabdacsapat-játékoskeret | Kanadai nemzeti férfi vízilabdacsapat-játékoskeret | Kanadai nemzeti férfi vízilabdacsapat-játékoskeret | Kanadai nemzeti férfi vízilabdacsapat-játékoskeret | Kanadai nemzeti férfi vízilabdacsapat-játékoskeret |
| #                                                  | Név                                                | Poszt                                              | Magasság                                           | Súly                                               | Kor                                                | Klub                                               |
| -------------------------------------------------- | -------------------------------------------------- | -------------------------------------------------- | -------------------------------------------------- | -------------------------------------------------- | -------------------------------------------------- | -------------------------------------------------- |
| 1                                                  | Robin Randall                                      | GK                                                 | 1,97 m (6 ft 6 in)                                 | 85 kg                                              | 1980. május 1. (28 évesen)                         | Regina Squids                                      |
| 2                                                  | Con Kudaba                                         | CB                                                 | 1,89 m (6 ft 2 in)                                 | 88 kg                                              | 1987. május 17. (21 évesen)                        | Fraser Valley                                      |
| 3                                                  | Devon Diggle                                       | D                                                  | 1,83 m (6 ft 0 in)                                 | 83 kg                                              | 1988. június 15. (20 évesen)                       | DDO Montreal                                       |
| 4                                                  | Kevin Mitchell                                     | D                                                  | 1,81 m (5 ft 11 in)                                | 80 kg                                              | 1981. június 21. (27 évesen)                       | Fraser Valley                                      |
| 5                                                  | Justin Boyd                                        | D                                                  | 1,83 m (6 ft 0 in)                                 | 86 kg                                              | 1989. április 23. (19 évesen)                      | DDO Montreal                                       |
| 6                                                  | Thomas Marks                                       | CB                                                 | 1,90 m (6 ft 3 in)                                 | 90 kg                                              | 1980. június 2. (28 évesen)                        | Vancouver Vikings                                  |
| 7                                                  | Brandon Jung                                       | D                                                  | 1,90 m (6 ft 3 in)                                 | 88 kg                                              | 1986. április 28. (22 évesen)                      | Storm Vancouver                                    |
| 8                                                  | Kevin Graham                                       | D                                                  | 1,98 m (6 ft 6 in)                                 | 94 kg                                              | 1986. április 21. (22 évesen)                      | Regina Squids                                      |
| 9                                                  | Aaron Feltham                                      | D                                                  | 1,90 m (6 ft 3 in)                                 | 94 kg                                              | 1982. április 16. (26 évesen)                      | Lindsay                                            |
| 10                                                 | Sasa Palamarevic                                   | CF                                                 | 1,96 m (6 ft 5 in)                                 | 100 kg                                             | 1986. július 16. (22 évesen)                       | Hull                                               |
| 11                                                 | Jean Sayegh                                        | D                                                  | 1,96 m (6 ft 5 in)                                 | 95 kg                                              | 1981. június 18. (27 évesen)                       | Les Hydres de Quebec                               |
| 12                                                 | Nathaniel Miller                                   | CF                                                 | 1,86 m (6 ft 1 in)                                 | 95 kg                                              | 1979. szeptember 21. (28 évesen)                   | DDO Montreal                                       |
| 13                                                 | Nic Youngblud                                      | GK                                                 | 1,80 m (5 ft 11 in)                                | 80 kg                                              | 1981. január 16. (27 évesen)                       | Hamilton Aquatic                                   |
| Vezetőedző:                                        |                                                    |                                                    |                                                    |                                                    |                                                    |                                                    |

- Kor: 2008. augusztus 10-i kora

#### Eredmények
Csoportkör
A csoport
| Csapat              | M | Gy | D | V | G+ | G– | Gk  | P |
| ------------------- | - | -- | - | - | -- | -- | --- | - |
| Magyarország (HUN)  | 5 | 4  | 1 | 0 | 60 | 36 | +24 | 9 |
| Spanyolország (ESP) | 5 | 4  | 0 | 1 | 52 | 34 | +18 | 8 |
| Montenegró (MNE)    | 5 | 2  | 2 | 1 | 43 | 31 | +12 | 6 |
| Ausztrália (AUS)    | 5 | 2  | 1 | 2 | 45 | 40 | +5  | 5 |
| Görögország (GRE)   | 5 | 1  | 0 | 4 | 37 | 56 | –19 | 2 |
| Kanada (CAN)        | 5 | 0  | 0 | 5 | 21 | 61 | –40 | 0 |

| 2008. augusztus 10. 9:30 (3:30) | Spanyolország (ESP)  | 16–6 | Kanada (CAN) | Ying Tung Natatorium, Peking Játékvezetők: Čirić (SRB), Ni (CHN) |
| 2008. augusztus 10. 9:30 (3:30) | (5–2, 4–2, 3–1, 4–1) |      |              | Ying Tung Natatorium, Peking Játékvezetők: Čirić (SRB), Ni (CHN) |
| 2008. augusztus 10. 9:30 (3:30) | X. García, Molina 3  |      | Feltham 2    | Ying Tung Natatorium, Peking Játékvezetők: Čirić (SRB), Ni (CHN) |

| 2008. augusztus 12. 9:30 (3:30) | Kanada (CAN)         | 0–12            | Montenegró (MNE) | Ying Tung Natatorium, Peking Játékvezetők: Knights (NZL), Pinker (RSA) |
| 2008. augusztus 12. 9:30 (3:30) | (0–3, 0–4, 0–4, 0–1) |                 |                  | Ying Tung Natatorium, Peking Játékvezetők: Knights (NZL), Pinker (RSA) |
| 2008. augusztus 12. 9:30 (3:30) |                      | három játékos 2 |                  | Ying Tung Natatorium, Peking Játékvezetők: Knights (NZL), Pinker (RSA) |

| 2008. augusztus 14. 15:20 (9:20) | Ausztrália (AUS)     | 8–5 | Kanada (CAN) | Ying Tung Natatorium, Peking Játékvezetők: Bock (GER), Klopper (NED) |
| 2008. augusztus 14. 15:20 (9:20) | (2–3, 2–1, 3–1, 1–0) |     |              | Ying Tung Natatorium, Peking Játékvezetők: Bock (GER), Klopper (NED) |
| 2008. augusztus 14. 15:20 (9:20) | Figlioli 3           |     | Feltham 2    | Ying Tung Natatorium, Peking Játékvezetők: Bock (GER), Klopper (NED) |

| 2008. augusztus 16. 10:50 (4:50) | Kanada (CAN)         | 7–13 | Görögország (GRE) | Ying Tung Natatorium, Peking Játékvezetők: Hart (AUS), Ni (CHN) |
| 2008. augusztus 16. 10:50 (4:50) | (1–6, 4–5, 2–1, 0–1) |      |                   | Ying Tung Natatorium, Peking Játékvezetők: Hart (AUS), Ni (CHN) |
| 2008. augusztus 16. 10:50 (4:50) | Feltham, Graham 3    |      | Dószkasz 4        | Ying Tung Natatorium, Peking Játékvezetők: Hart (AUS), Ni (CHN) |

| 2008. augusztus 18. 10:50 (4:50) | Magyarország (HUN)   | 12–3 | Kanada (CAN) | Ying Tung Natatorium, Peking Játékvezetők: Čirić (SRB), Littlejohn (GBR) |
| 2008. augusztus 18. 10:50 (4:50) | (3–1, 3–0, 1–2, 5–0) |      |              | Ying Tung Natatorium, Peking Játékvezetők: Čirić (SRB), Littlejohn (GBR) |
| 2008. augusztus 18. 10:50 (4:50) | négy játékos 2       |      | Graham 2     | Ying Tung Natatorium, Peking Játékvezetők: Čirić (SRB), Littlejohn (GBR) |

A 10 közé jutásért
| 2008. augusztus 20. 9:30 (3:30) | Kanada (CAN)         | 11–13 | Olaszország (ITA) | Ying Tung Natatorium, Peking Játékvezetők: Rak (CRO), Ni (CHN) |
| 2008. augusztus 20. 9:30 (3:30) | (1–4, 3–2, 3–3, 4–4) |       |                   | Ying Tung Natatorium, Peking Játékvezetők: Rak (CRO), Ni (CHN) |
| 2008. augusztus 20. 9:30 (3:30) | Graham 4             |       | Sottani 3         | Ying Tung Natatorium, Peking Játékvezetők: Rak (CRO), Ni (CHN) |

A 11. helyért
| 2008. augusztus 22. 9:30 (3:30) | Kanada (CAN)         | 8–7 | Kína (CHN)                 | Ying Tung Natatorium, Peking Játékvezetők: Koryzna (POL), Argyros (GRE) |
| 2008. augusztus 22. 9:30 (3:30) | (1–1, 3–1, 1–2, 3–3) |     |                            | Ying Tung Natatorium, Peking Játékvezetők: Koryzna (POL), Argyros (GRE) |
| 2008. augusztus 22. 9:30 (3:30) | Boyd, Sayegh 2       |     | Jü Li-csün, Han Cse-tung 2 | Ying Tung Natatorium, Peking Játékvezetők: Koryzna (POL), Argyros (GRE) |

| Csapat       | Helyezés |
| ------------ | -------- |
| Kanada (CAN) | 11.      |